# Liste der Wegekreuze in Eitorf

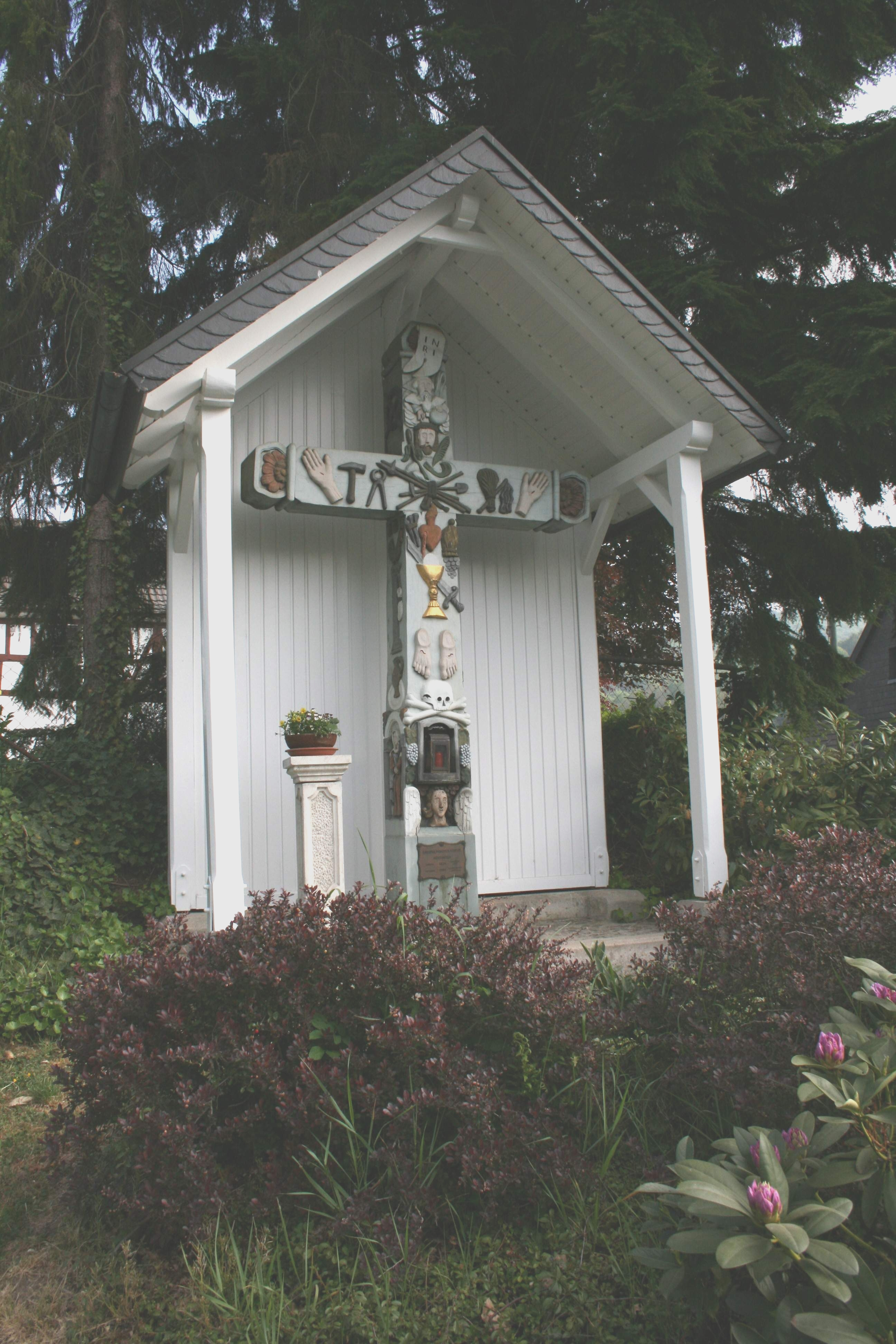
Das Dreifaltigkeitskreuz in Köttingen

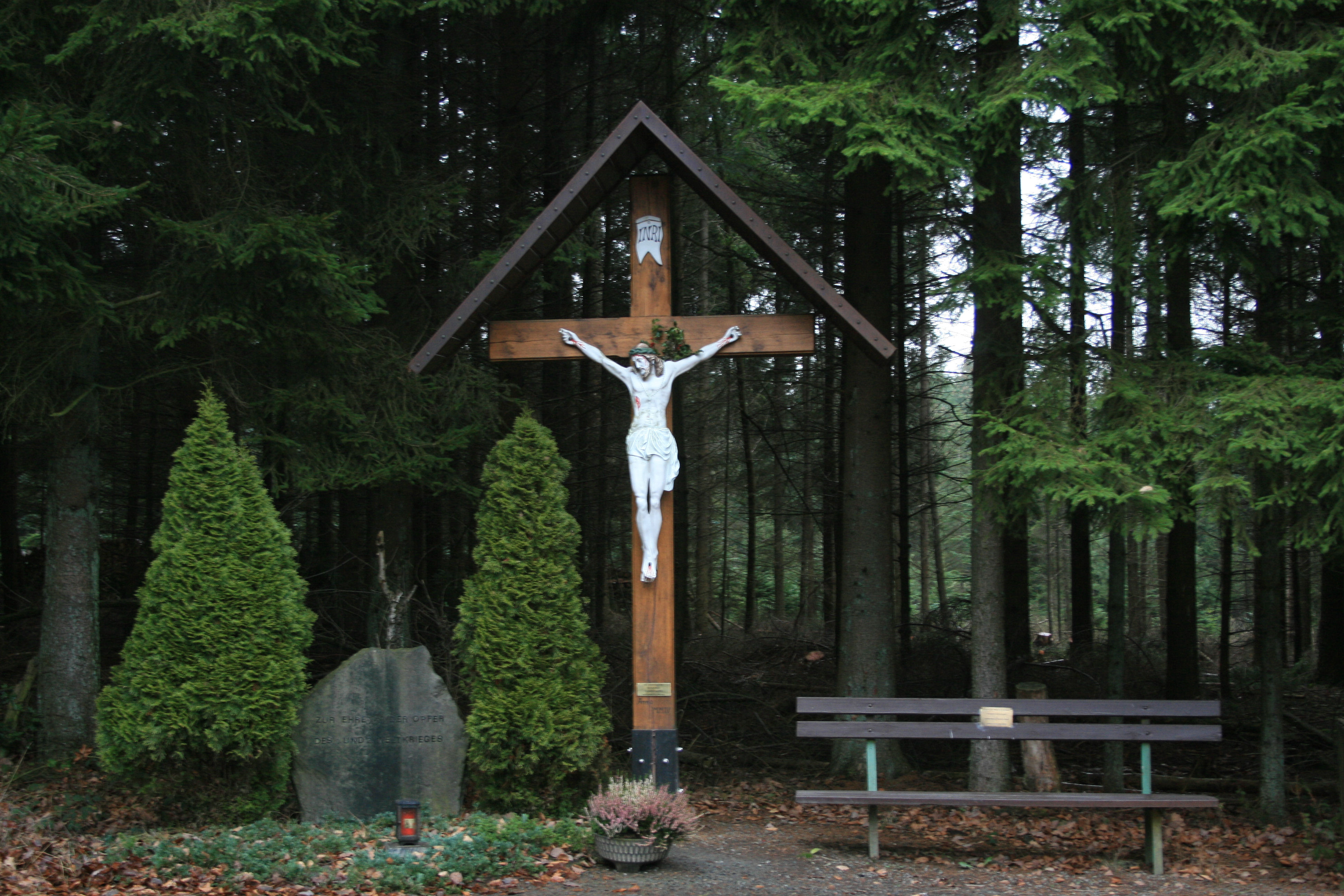
Das Wegkreuz oberhalb von Obenroth

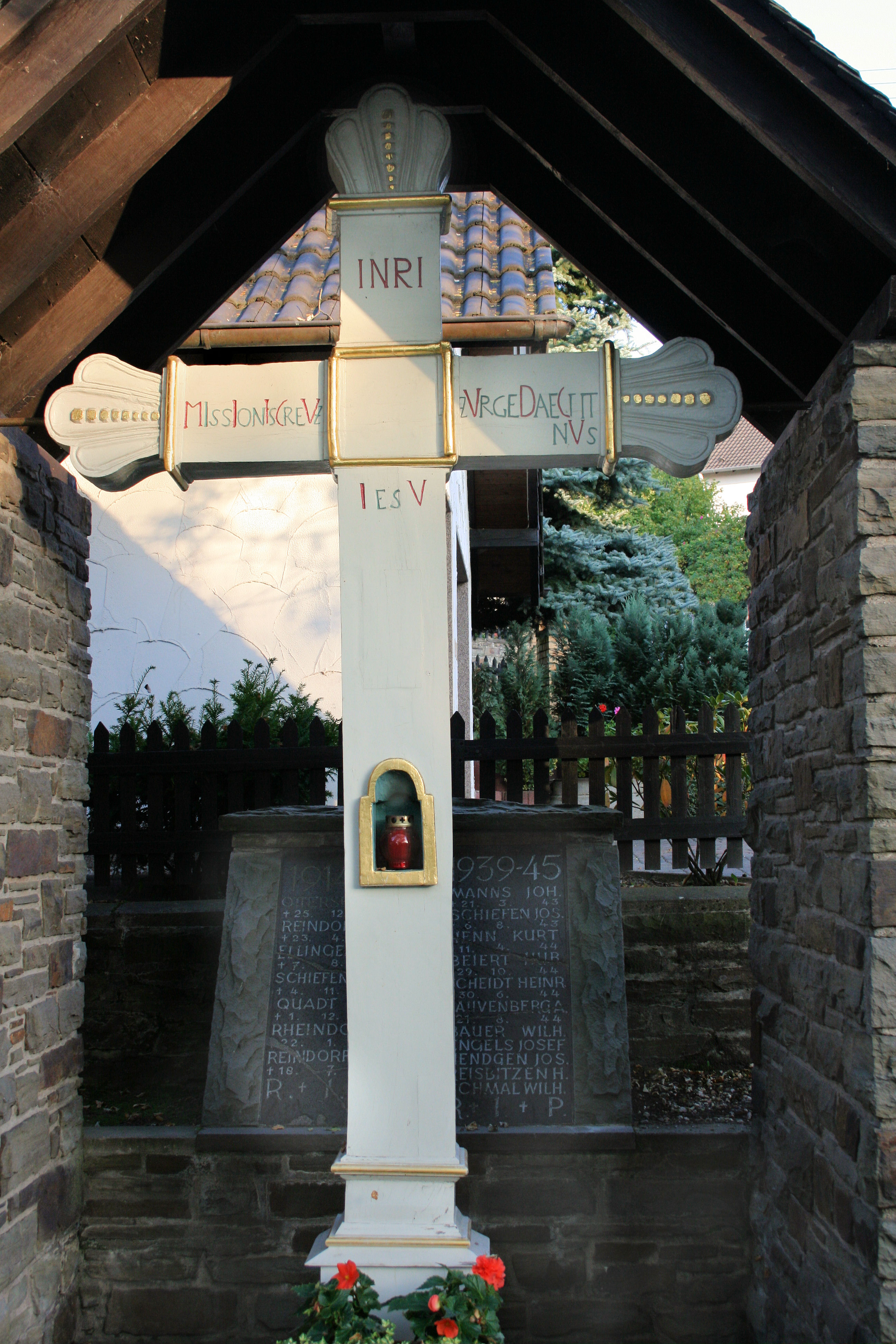
Das Wegekreuz in Obereip neben der dortigen Kapelle

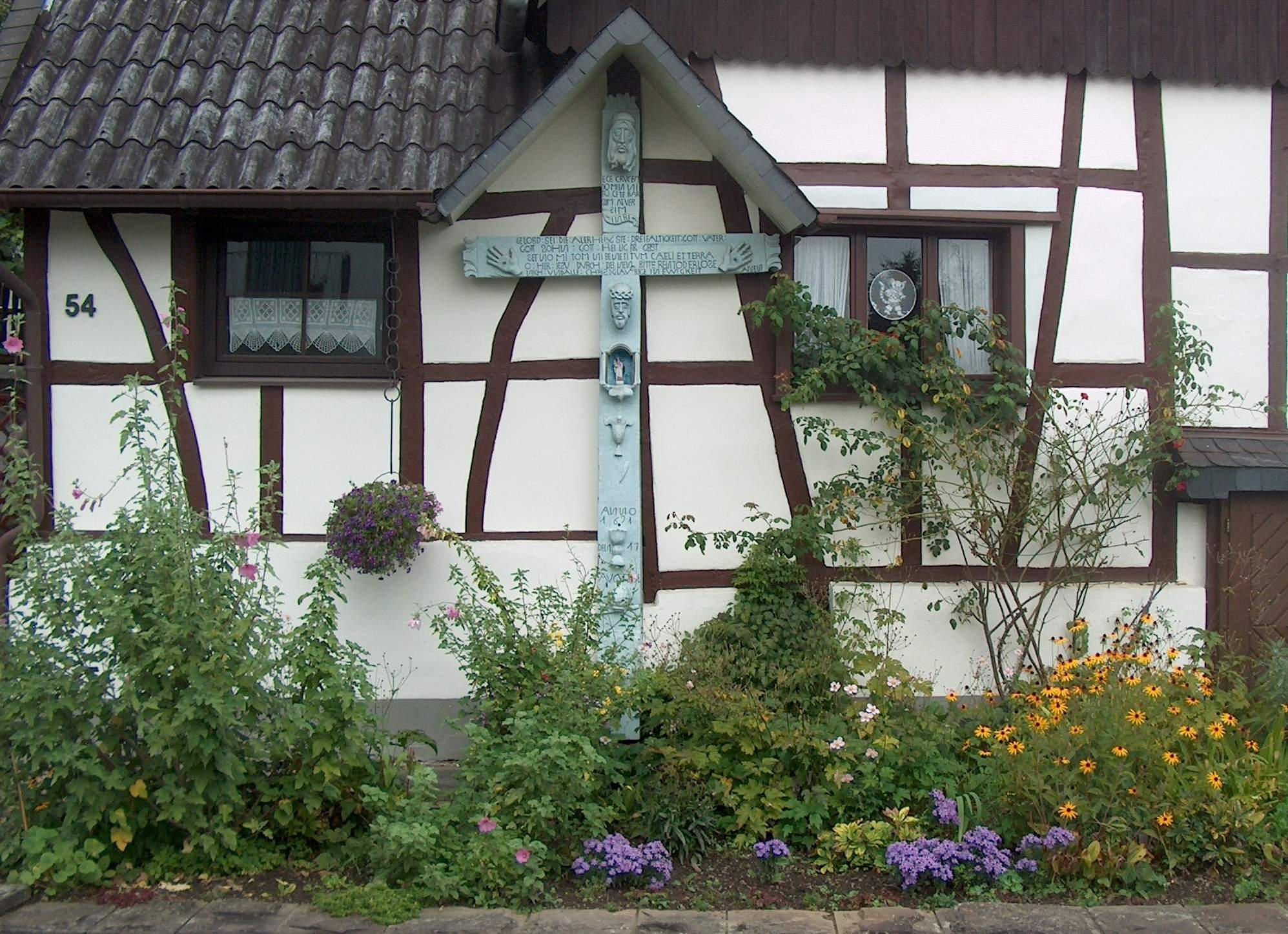
Eines der beiden Wegekreuze in der Bouraueler Straße

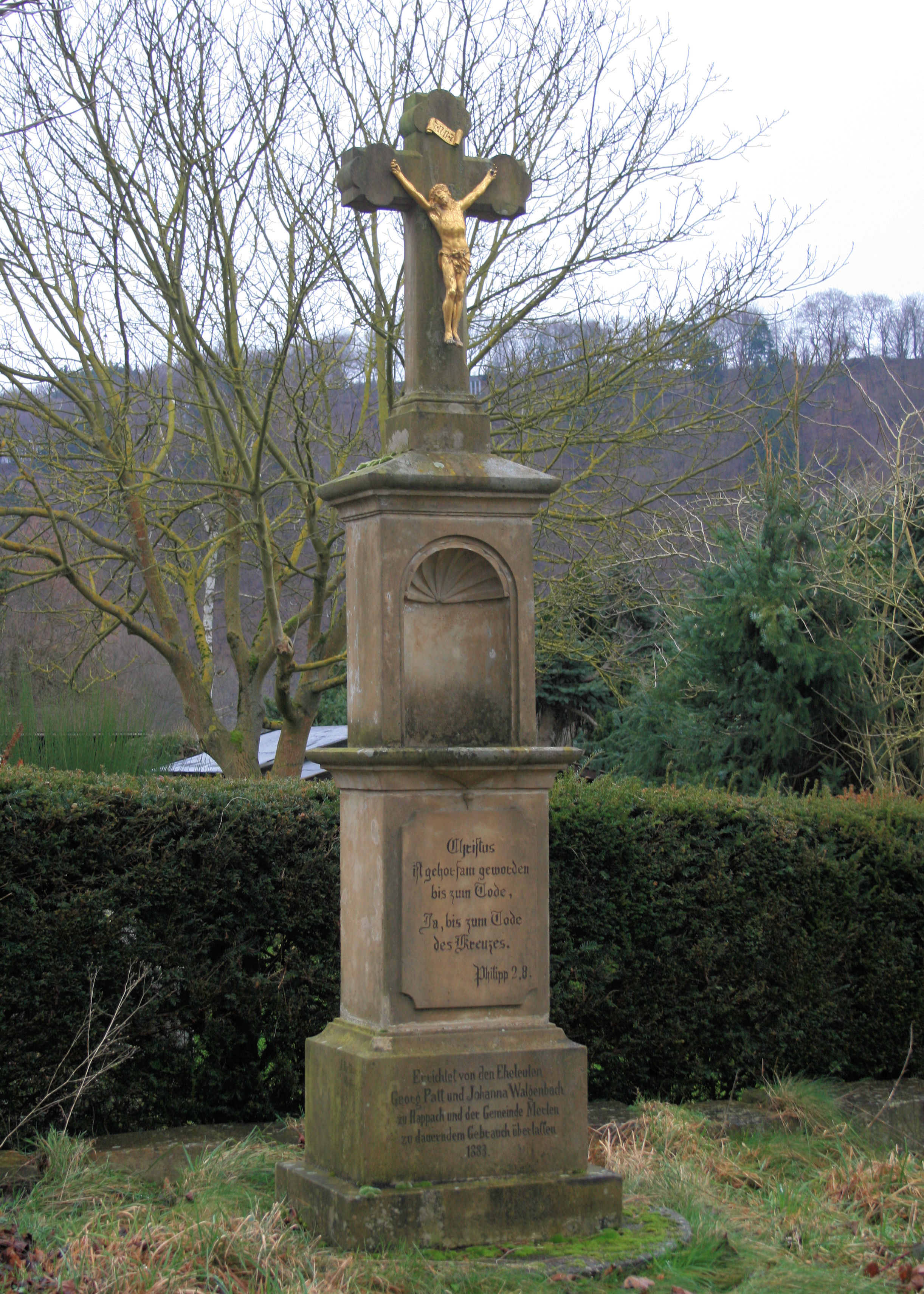
Das Gassenkreuz in Merten

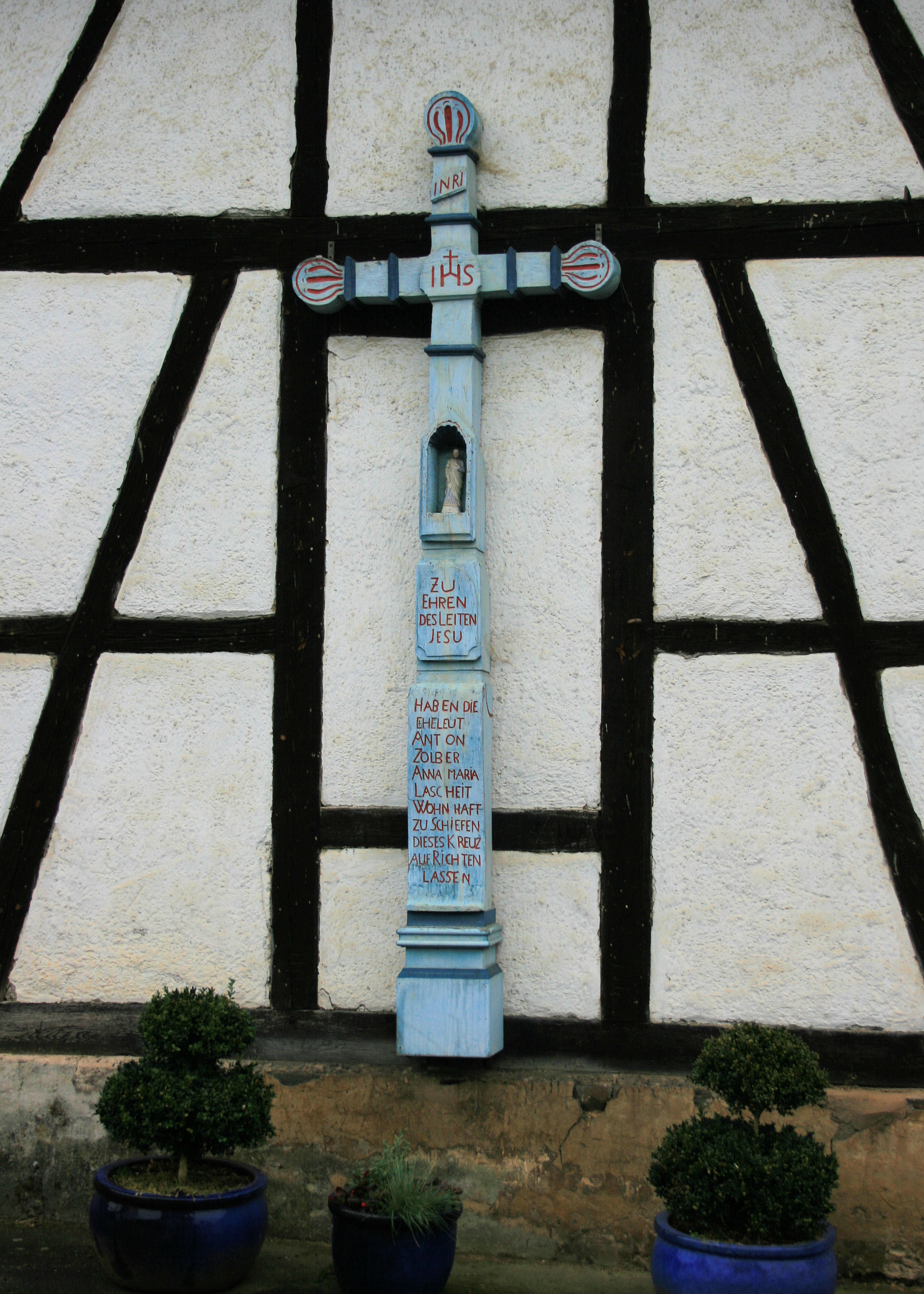
Das Zolperkreuz in Bitze-Sterzenbach

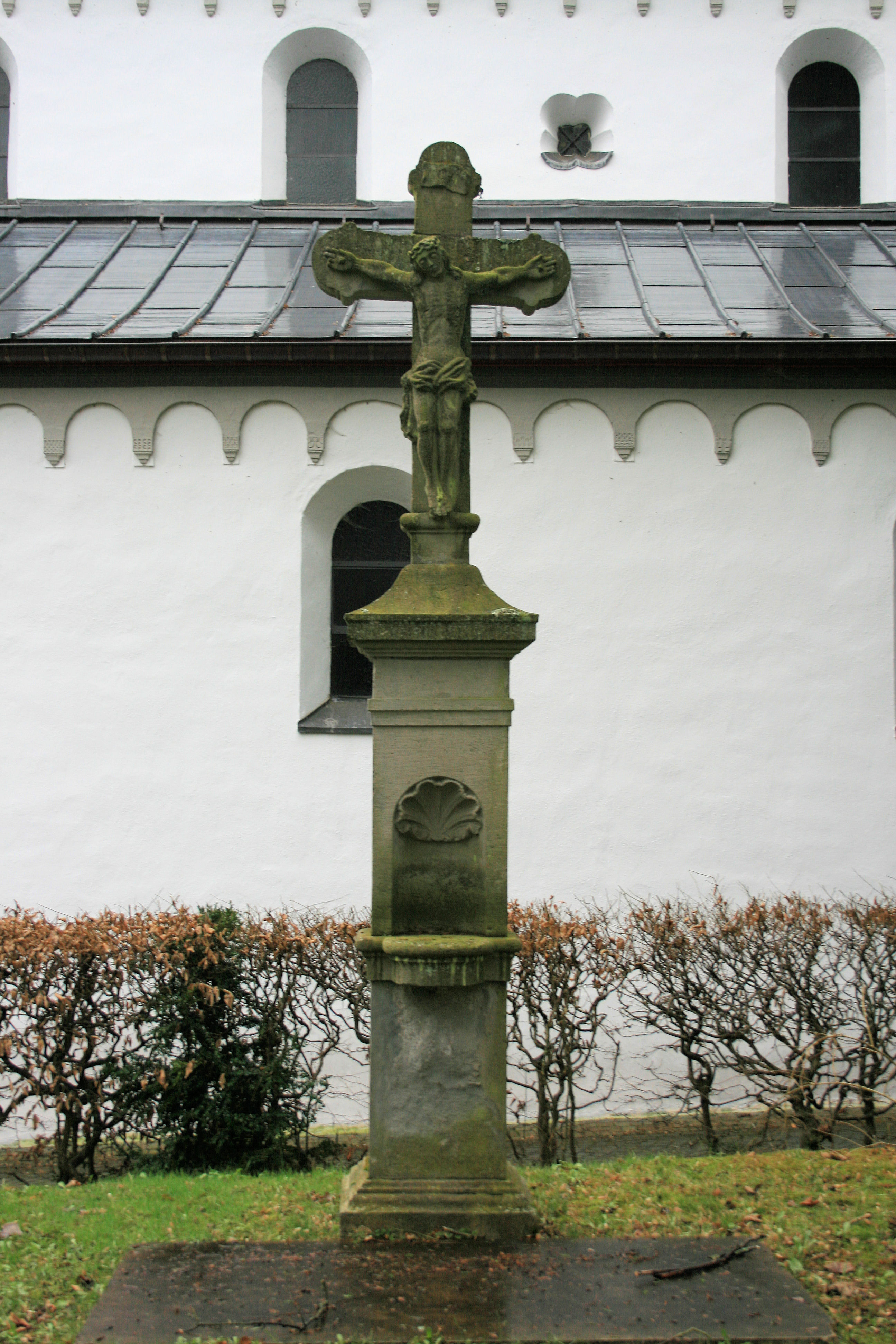
Wegkreuz in Merten, Kirchweg

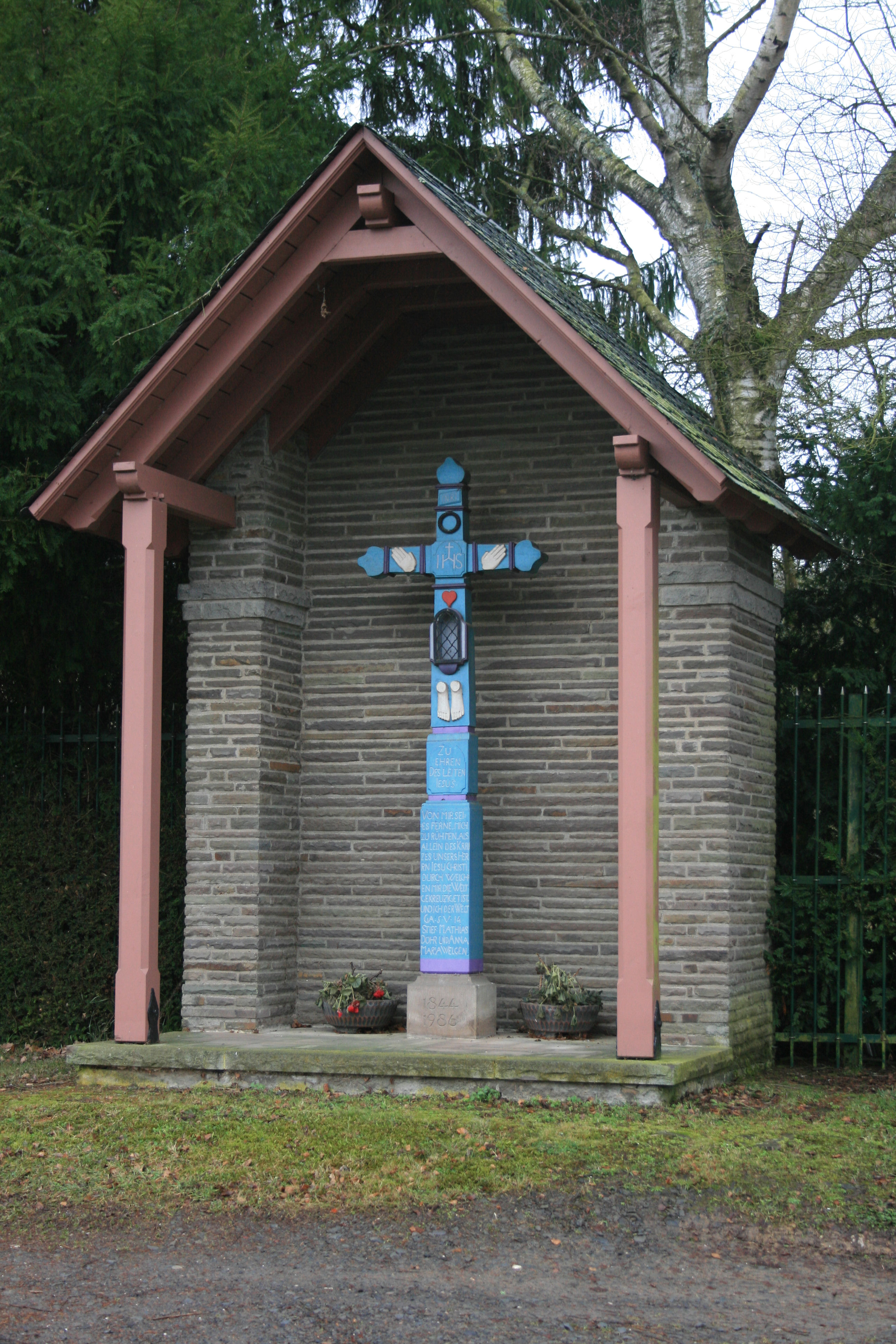
Wegkreuz in Rodder

Die Liste der Wegkreuze in der Gemeinde Eitorf listet einige der christlichen Male auf, die neben Friedhöfen, Kirchen und Kapellen in Eitorf, Rhein-Sieg-Kreis bestehen. In der katholisch geprägten Gemeinde Eitorf wurde im Laufe der letzten Jahrhunderte eine Vielzahl von Wege- oder Flurkreuzen errichtet, meist als Kruzifix. Einige dieser feststehenden Kreuze stehen unter Denkmalschutz. Nicht aufgenommen wurden Bildstöcke und Mariengrotten. 

## Liste
- Eitorf, Brückenstraße, Holzkreuz auf Grauwackesockel
- Eitorf, Siegstraße/Gartenstraße, Holzkruzifix auf Grauwackesockel
- Eitorf, Asbacher Straße / Bachstraße, Steinkruzifix auf Grauwackesockel
- Eitorf, St.-Josef-Straße / Zum Gransbach, Holzkruzifix
- Eitorf, Siegstraße / Im Laach, Steinkruzifix
- Eitorf, Theodor-Fontane-Str. / Freiherr-vom-Stein-Str., Holzkruzifix mit Metallkorpus
- Eitorf, Schiefener Weg / Jahnstraße, Holzkruzifix mit Metallkorpus
- Eitorf, Bouraueler Straße, überdachtes Holzkreuz
- Eitorf, Bouraueler Straße / Hohner Weg, Holzkreuz
- Eitorf, Bouraueler Straße / Bouraueler Brücke, Steinkruzifix
- Eitorf, Hombacher Straße / Zum Schornstein, Steinkruzifix mit Metallkorpus, errichtet 1937
- Eitorf, Bergstraße/Hospitalstraße, Steinkruzifix, genannt Schmidtskreuz
- Eitorf, Untenrother Straße / Auf der Kante, Holzkruzifix
- Eitorf, Schiefener Straße, Holzkruzifix mit Metallkorpus, errichtet 1949
- Alzenbach, Zum Forster Kreuz, Holzkruzifix
- Alzenbach, Bitzer Straße, Betonkruzifix mit Metallkorpus, errichtet 1926
- Bach, Happach, Steinkreuz
- Bach, Zum Krabach, Steinkruzifix mit Metallkorpus
- Bitze, Forster Straße, Holzkreuz, errichtet 1980
- Bitze, Alzenbacher Straße / Am Hägen, überdachtes Holzkreuz, genannt Zolper´s Kreuz
- Bitze, Alzenbacher Straße / Am Rahnscheid, Holzkruzifix, errichtet 1911
- Halft, Halfter Straße / Zum Wingert, Holzkruzifix mit Holzkorpus
- Halft, Halfter Straße / Zum Weyerhof, Holzkruzifix mit Metallkorpus
- Halft, Zum Hängesteg / Im Müllenacker, Holzkreuz, genannt Dökes Kröx
- Halft, Herchener Straße / Auf dem Wissbonnen, Metallkruzifix auf Holzkreuz
- Heckerhof, Jahnstraße/Krabachtalstraße, Steinkreuz, genannt Heckerkreuz
- Keuenhof, Höhbergstraße, Holzkruzifix
- Hove, Kisteneichstraße / Hover Garten, Kolzkreuz
- Köttingen, Ruppichterother Straße / Spröttenweg, überdachtes Holzkreuz
- Kreisfeld
- Käsberg, Zwei Kreuze Wiesenau
- Lascheid, Sommerichweg / Im Lascheider Hof, Holzkruzifix
- Lindscheid, Kalkstraße, Betonkruzifix mit Metallkorpus
- Lindscheid, Kalkstraße/Überdorfstraße, Betonkruzifix
- Lindscheid, Überdorfstraße/Heiderweg, Holzkruzifix
- Lindscheid, Zum Heckerbusch, Betonkruzifix
- Merten, Gassenkreuz, Steinkruzifix von 1883
- Merten, Klosterweg, Steinkruzifix mit Metallkorpus, errichtet 1883
- Merten, Schlossstraße/Kirchweg, Eisenkreuz von 1873
- Merten, Kirchweg, Steinkruzifix
- Merten, Schlossstraße/Agnesstraße, Steinkruzifix
- Merten, Schlossstraße/Eselsberg, Holzkreuz
- Mühleip, Lindscheider Straße / Giesenbachweg, Betonkruzifix mit Metallkorpus
- Mierscheid, Holzkreuz
- Mittelottersbach, überdachtes Holzkreuz, sehr verwittert
- Mühleip, Lindscheider Straße / Dammweg, Holzkruzifix
- Mühleip, Linkenbacher Straße, Holzkruzifix
- Mühleip, Linkenbacher Straße / Stephanstraße, Betonkruzifix mit Metallkorpus
- Mühleip, Linkenbacher Straße / Talstraße, Betonkrufix mit Metallkorpus
- Nennsberg, Nennsberger Weg, Holzkruzifix mit Terrakottakorpus
- Obenroth, Waldweg Richtung Lascheid, Holzkruzifix
- Obereip, Kircheiber Straße, überdachtes Holzkreuz
- Rodder, Dingwaltsgarten, überdachtes Holzkreuz
- Stein, Zur Schweizer Höhe / Am Dorfplatz, Holzkruzifix
- Stein, Zur Schweizer Höhe / Backesweg, Holzkruzifix
- Thielenbach, Steinkreuz, errichtet 1919 als Holzkreuz, erneuert 1961
- Wassack, Krabachtalstraße, Steinkruzifix mit Metallkorpus, errichtet 1874

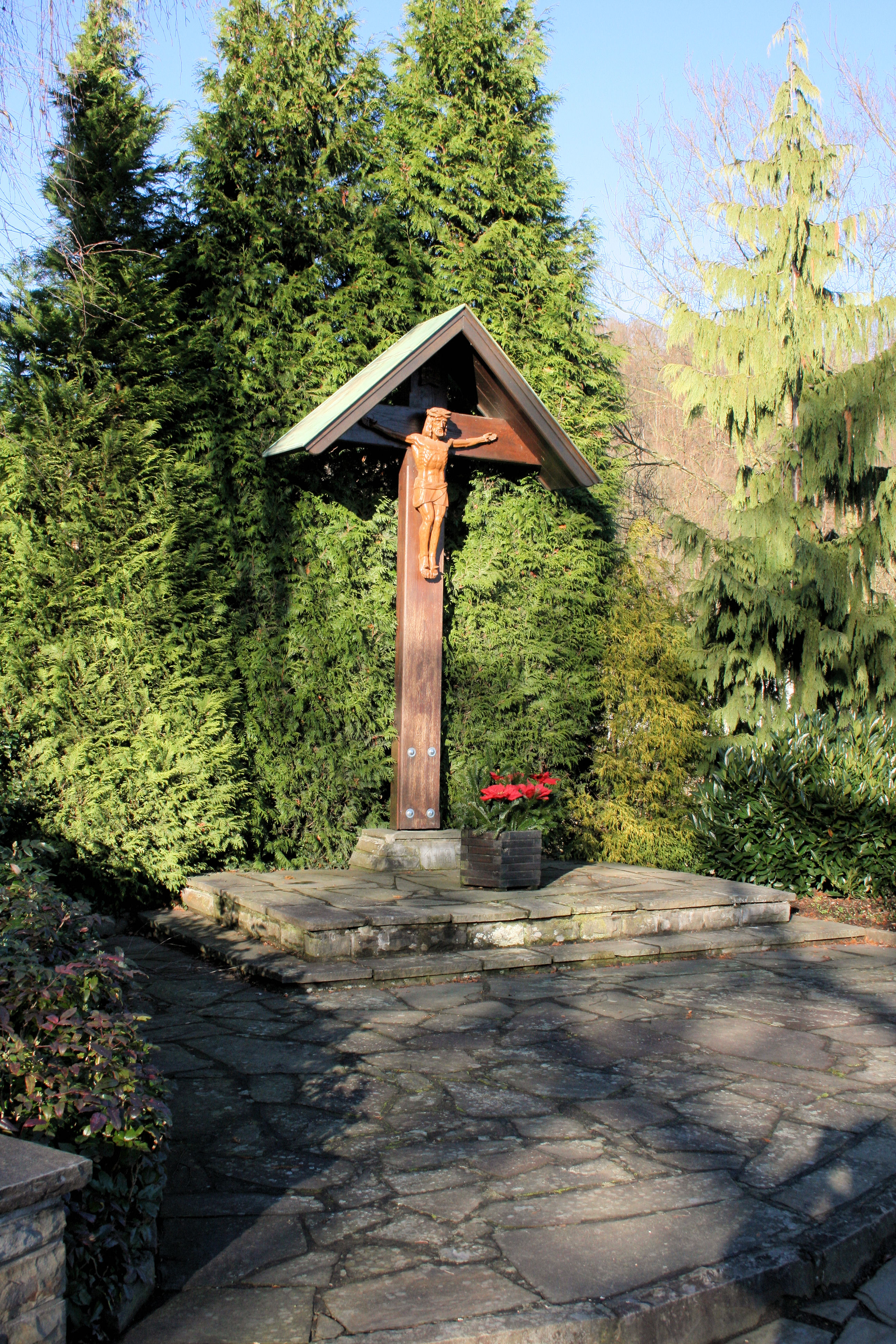
Wegkreuz Brückenstraße
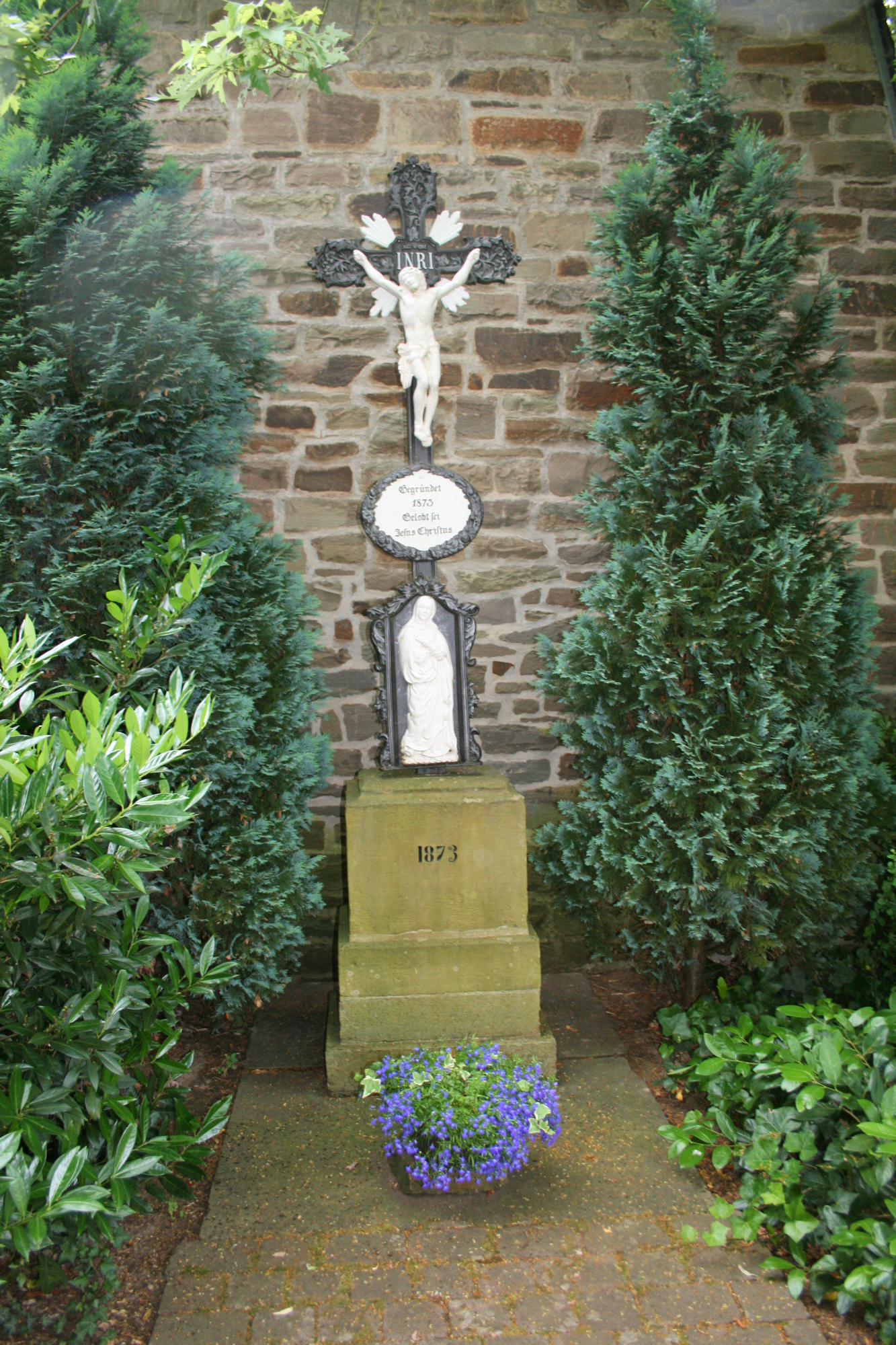
Kreuz am Kloster Merten
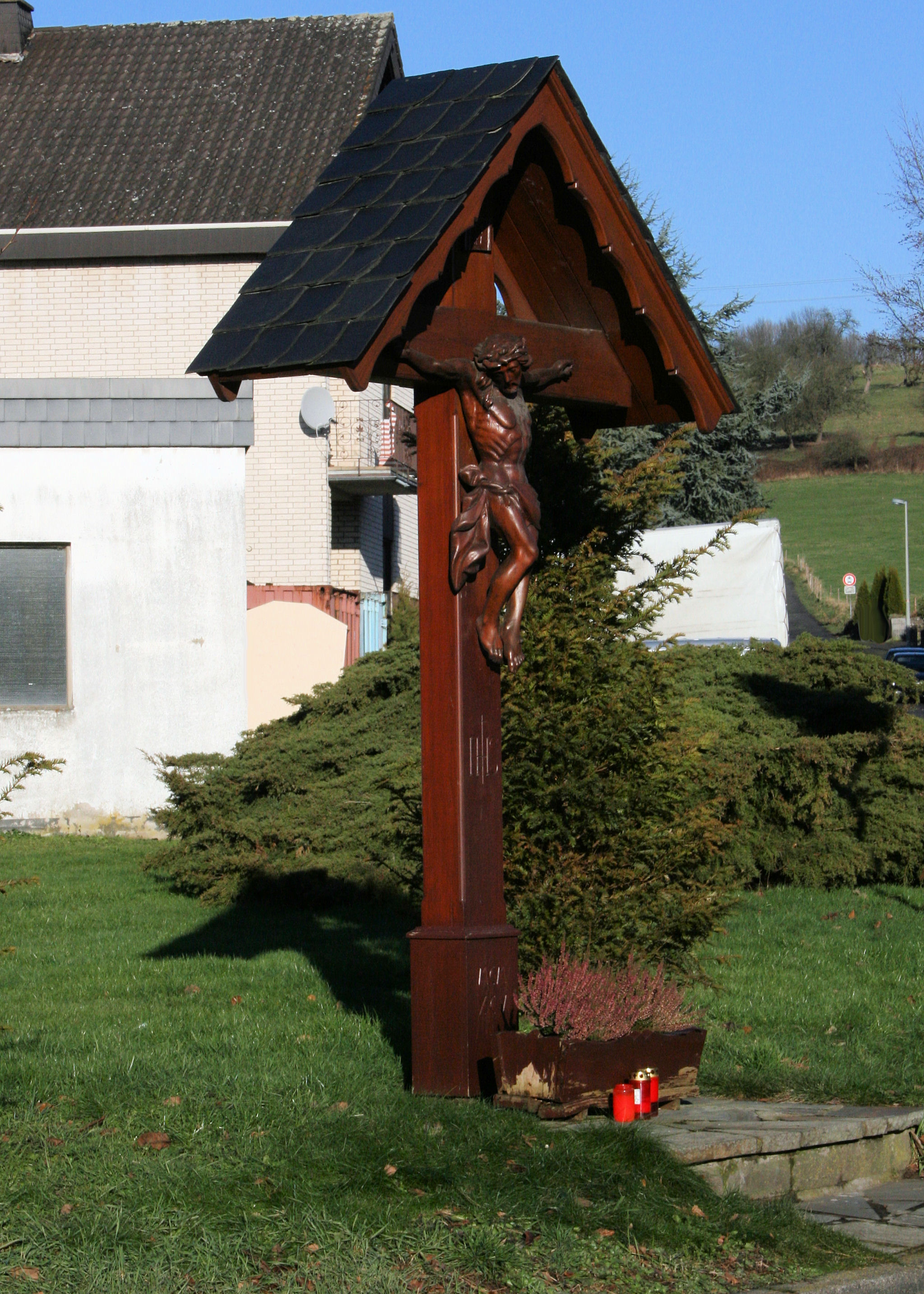
Wegkreuz Halfter Straße
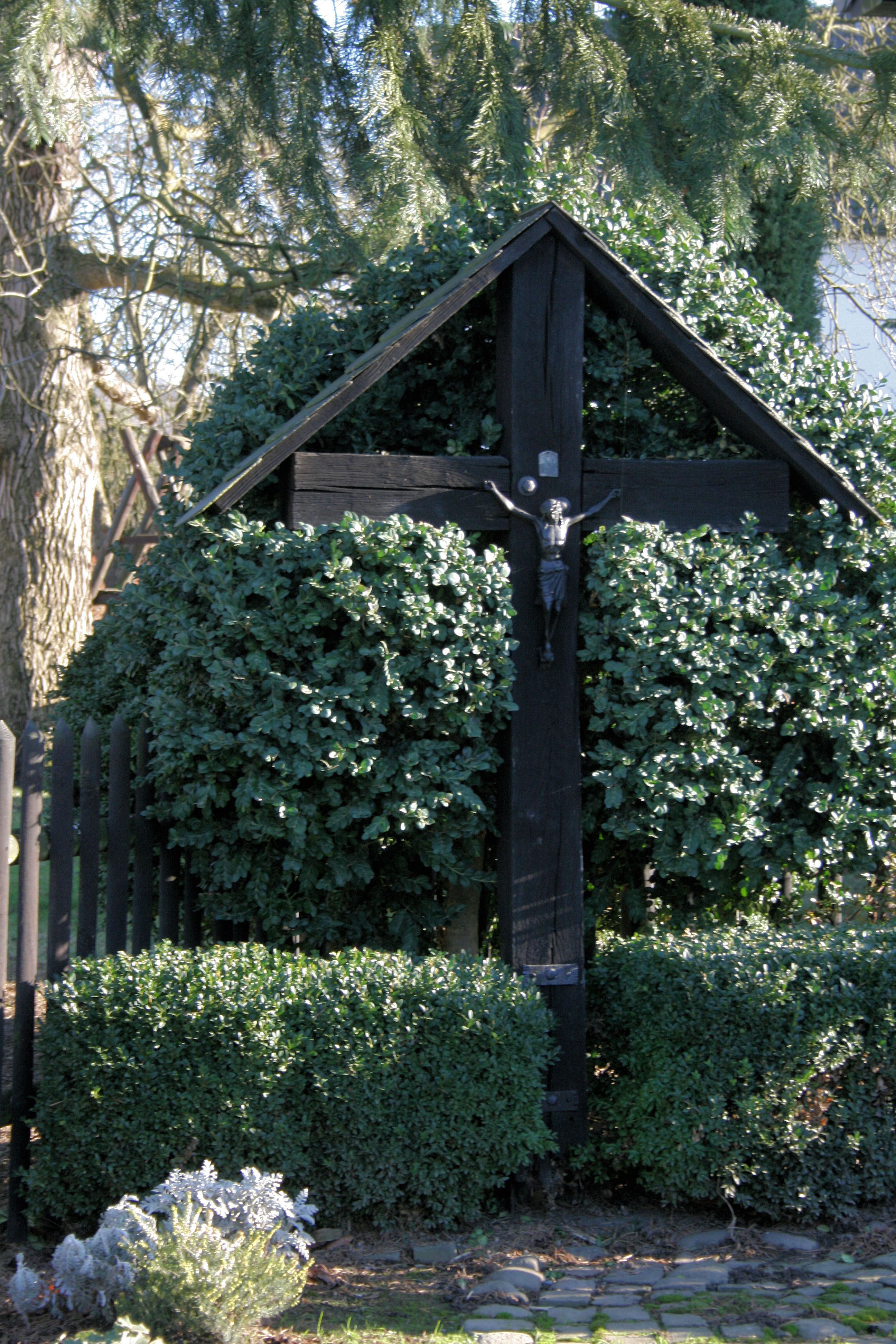
Wegkreuz Zum Weyerhof
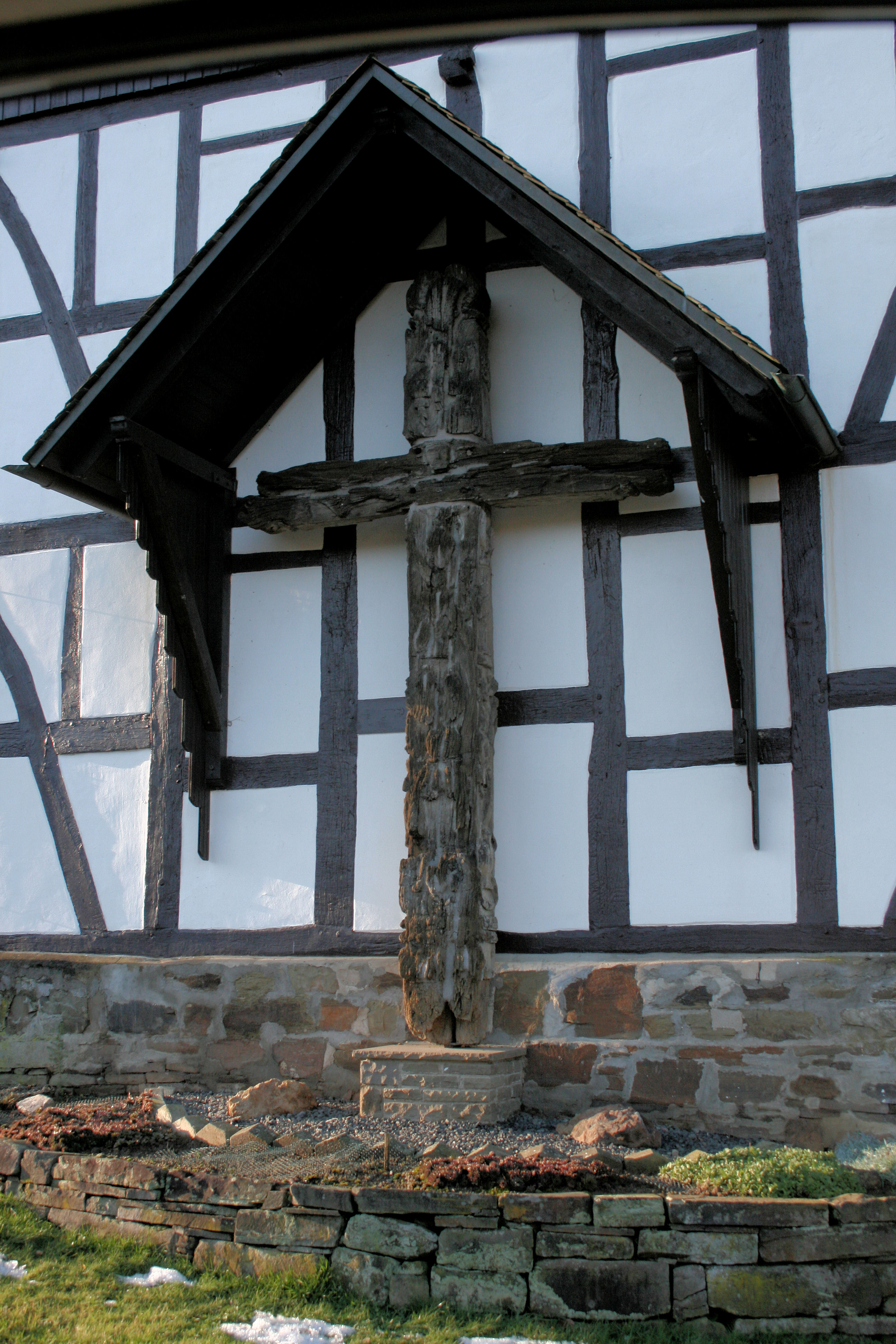
Dreifaltigkeitskreuz in Mittelottersbach
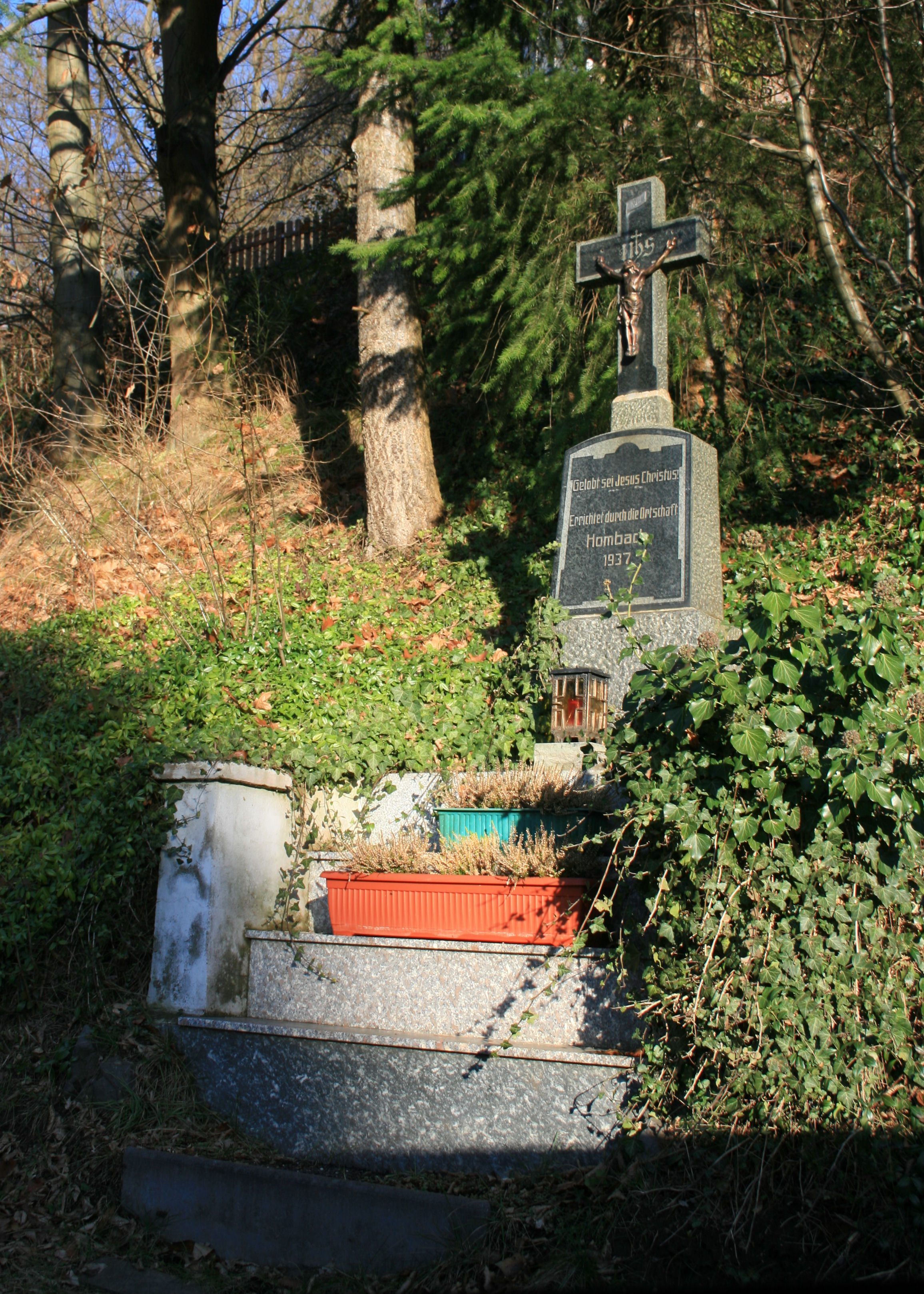
Wegkreuz Hombacher Straße
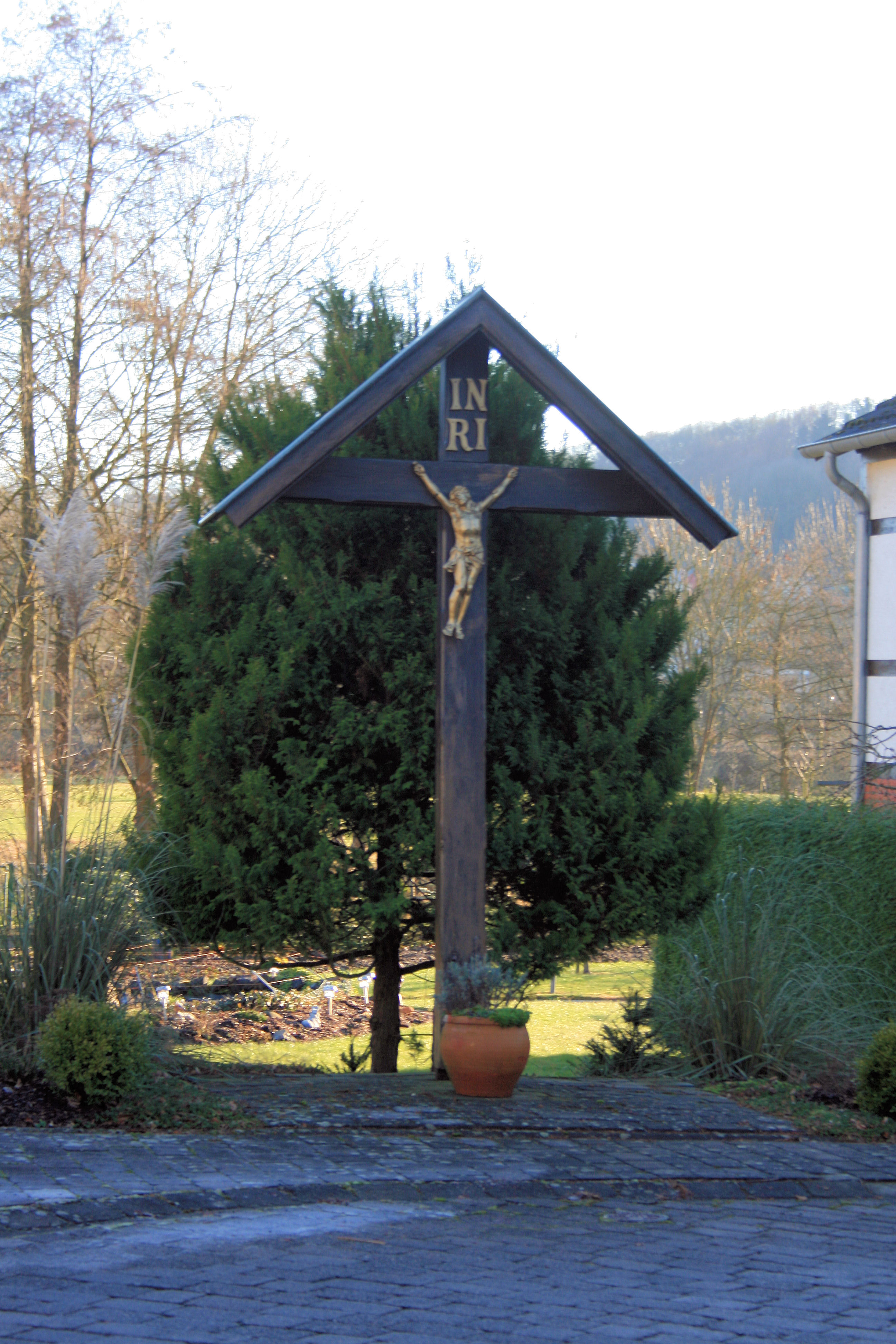
Wegkreuz Eitorf-Bourauel
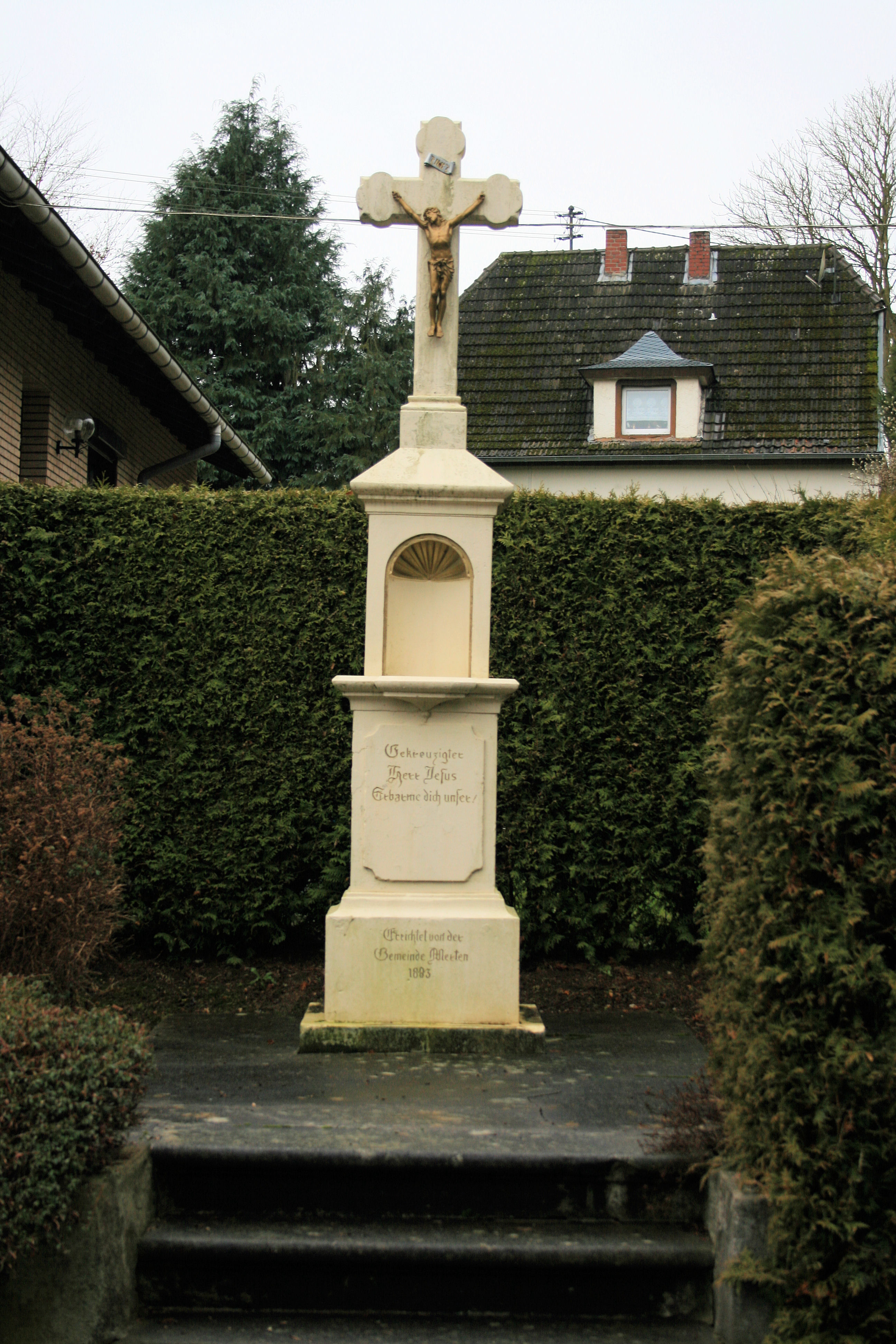
Wegkreuz in Merten, Klosterweg
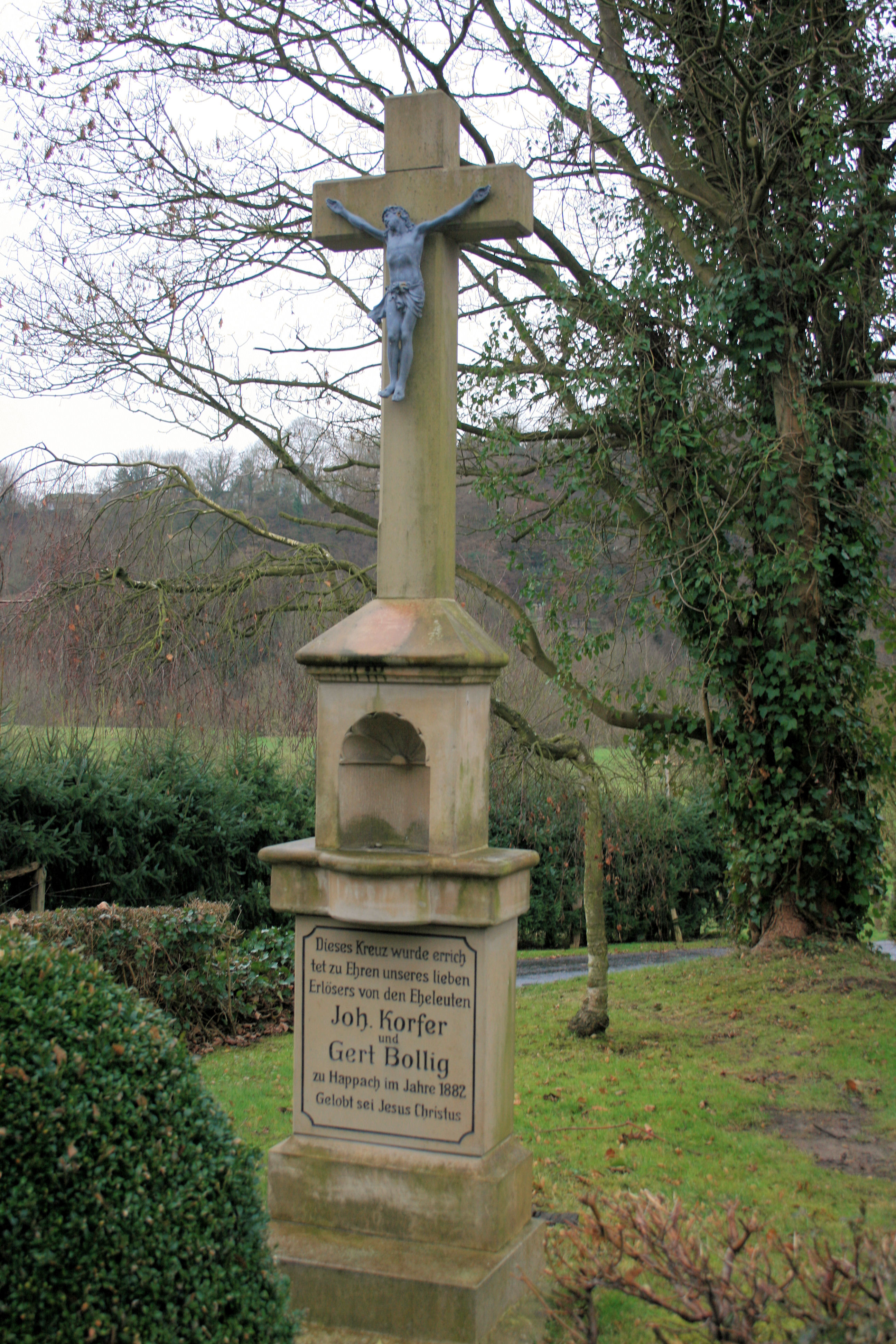
Wegkreuz in Happach
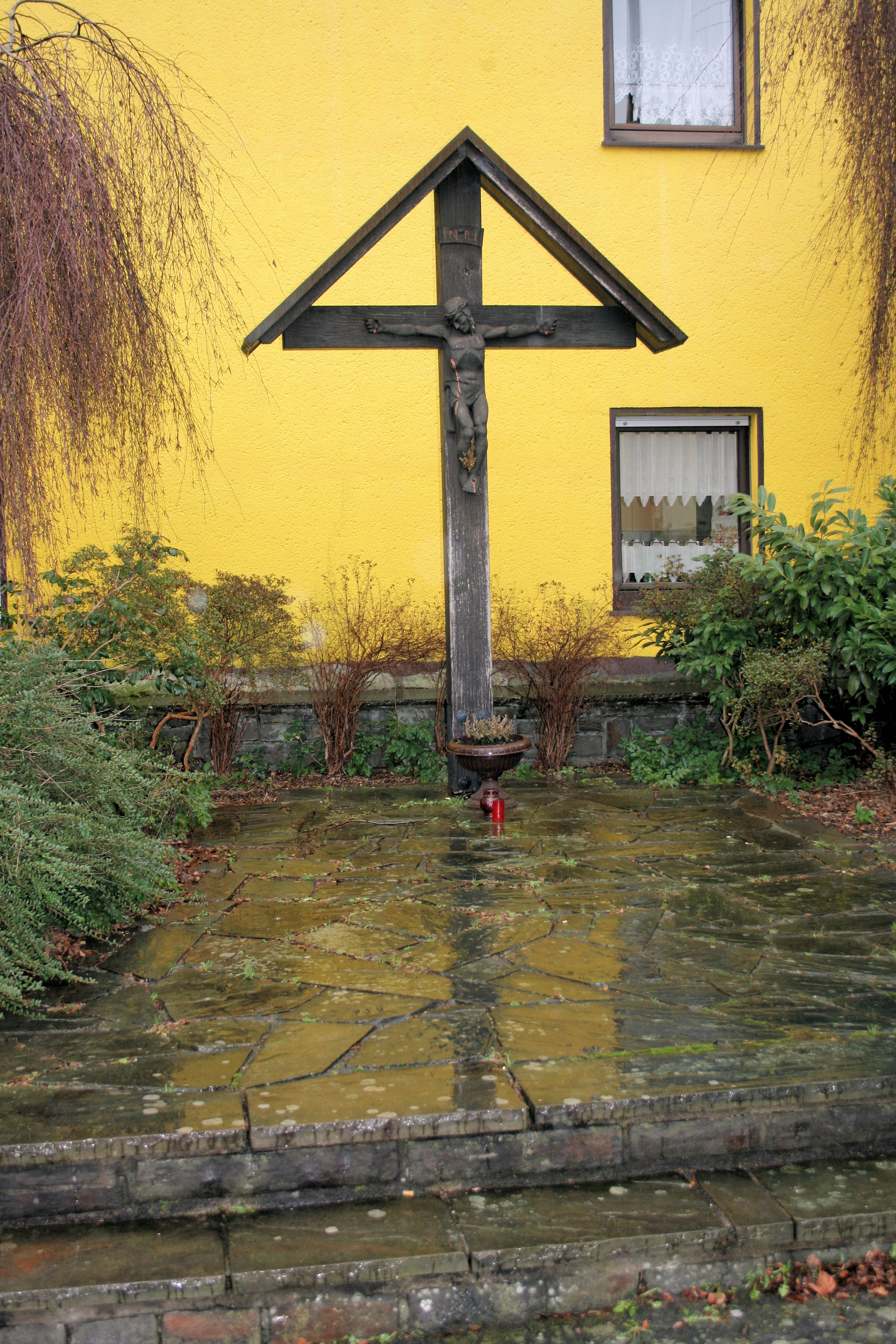
Wegkreuz Siegstraße / Gartenstraße
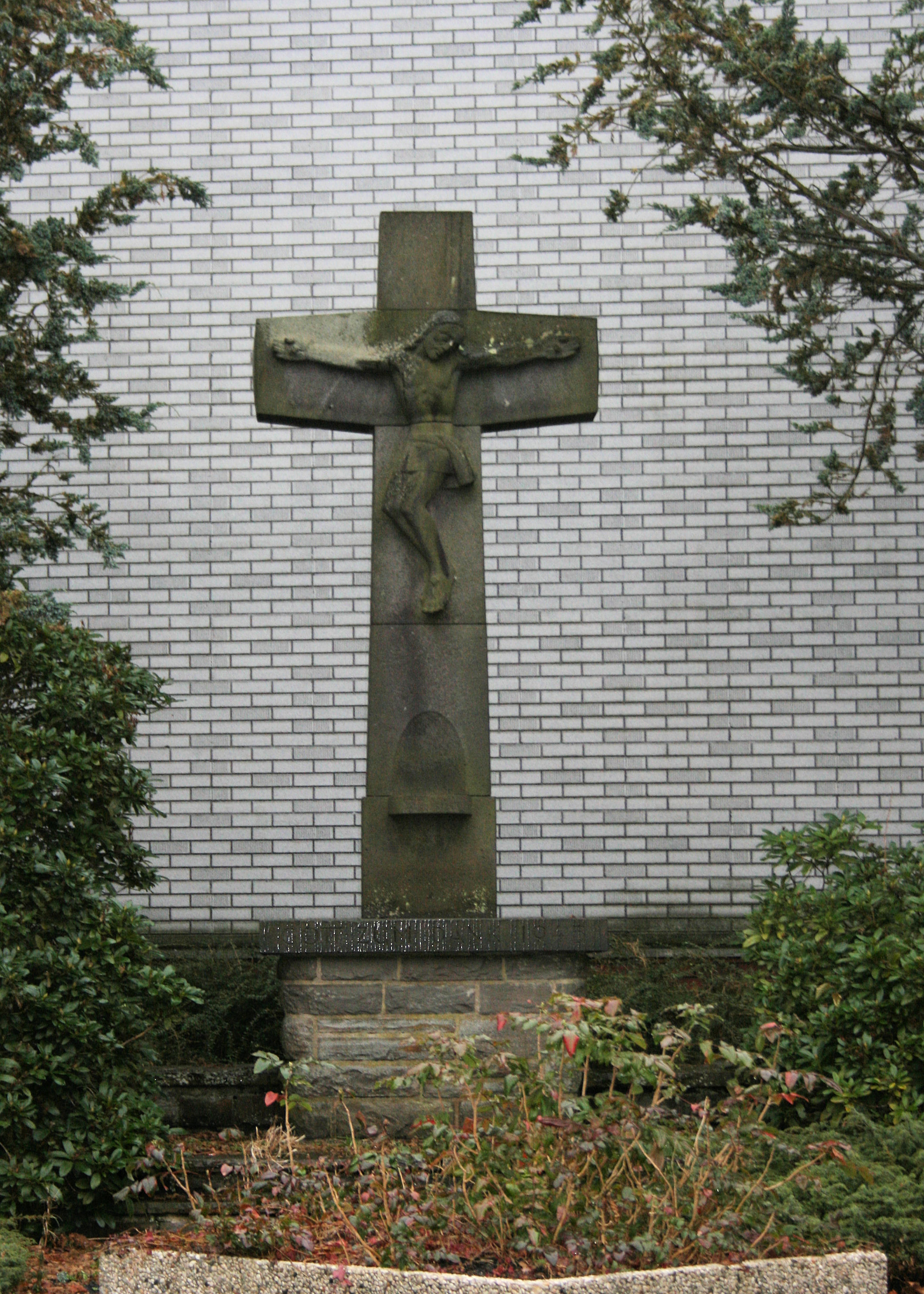
Das Wegkreuz Asbacher Straße / Bachstraße
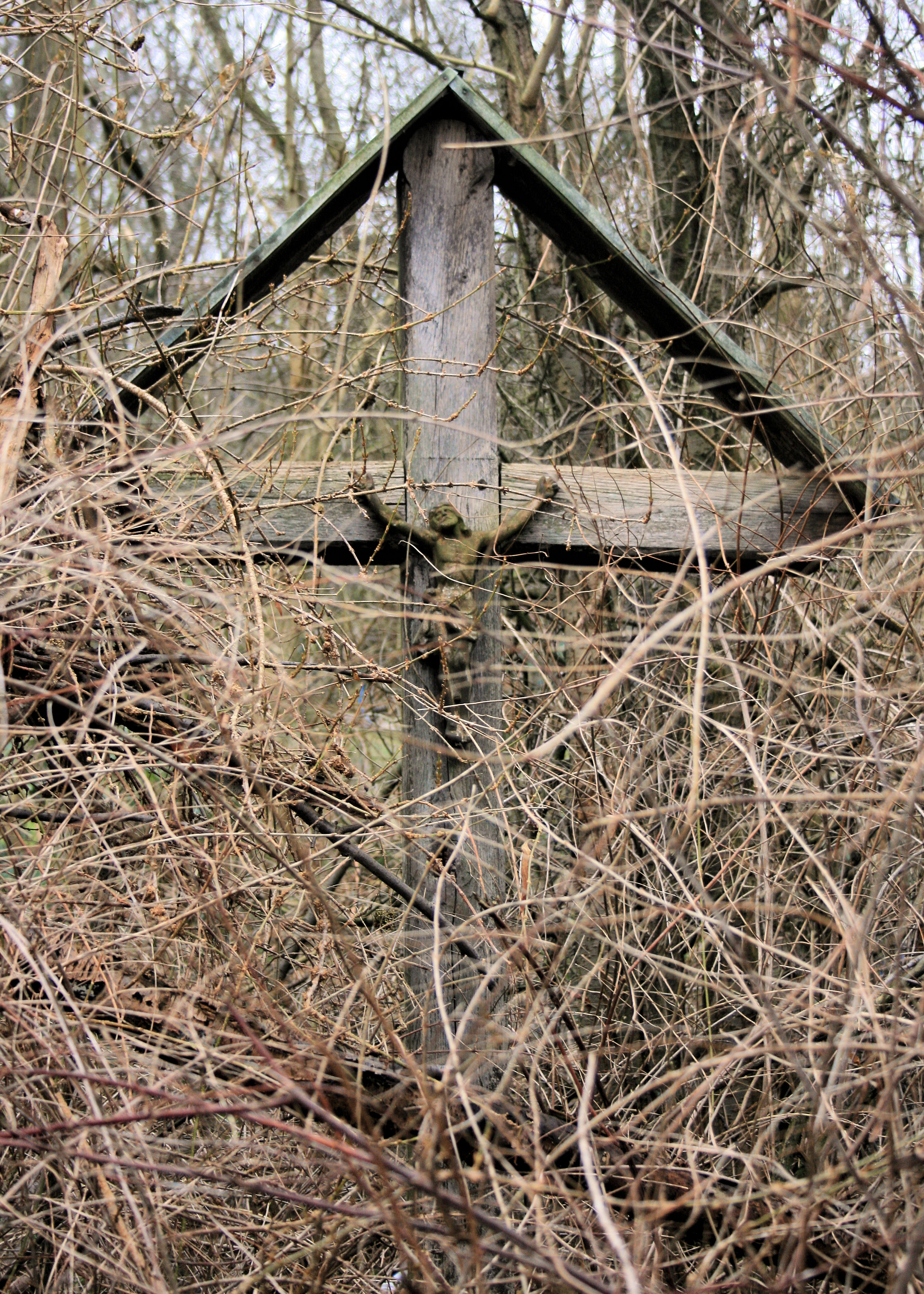
Das alte Wegkreuz in Stein
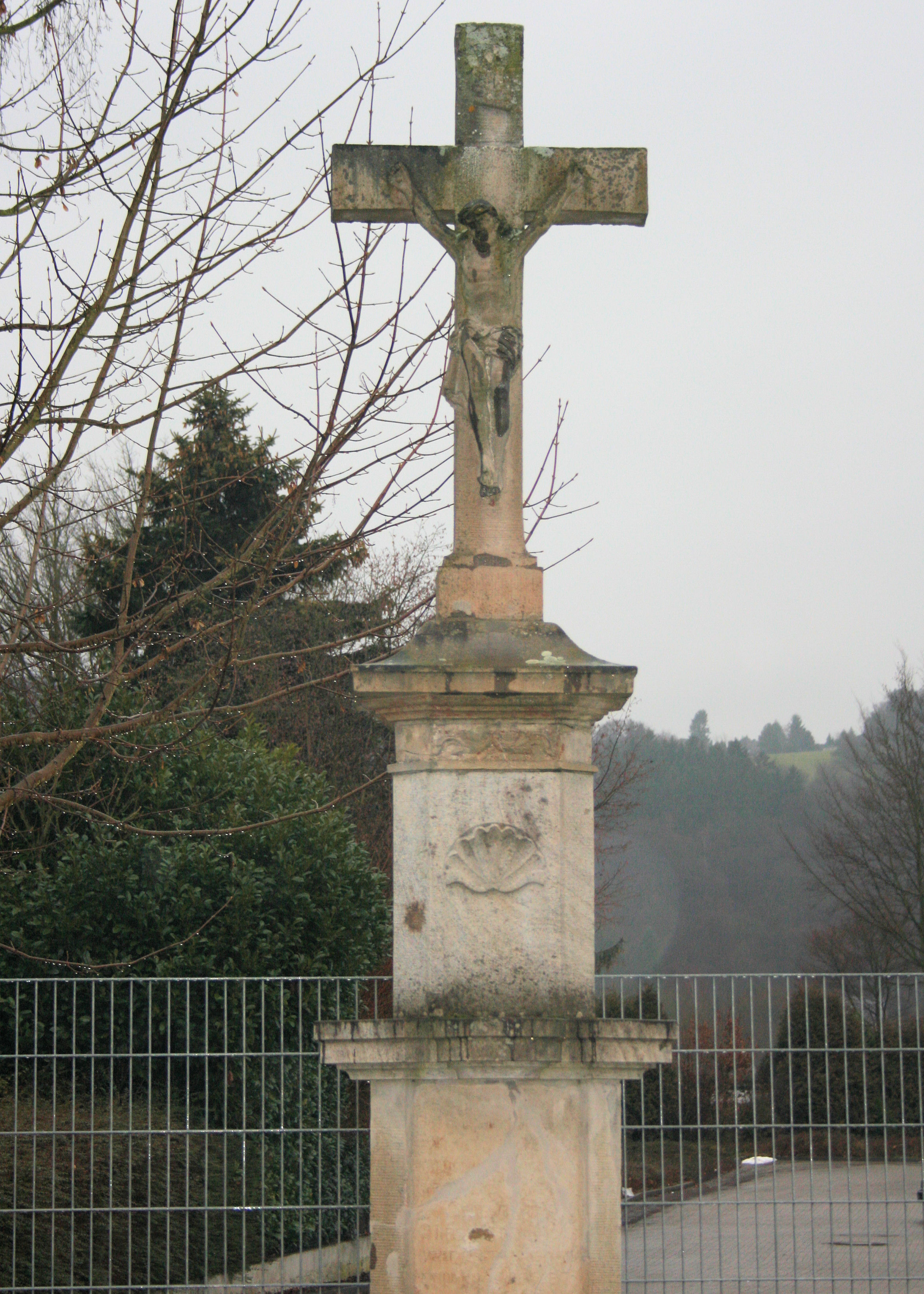
Wegekreuz Eitorf, Siegstraße
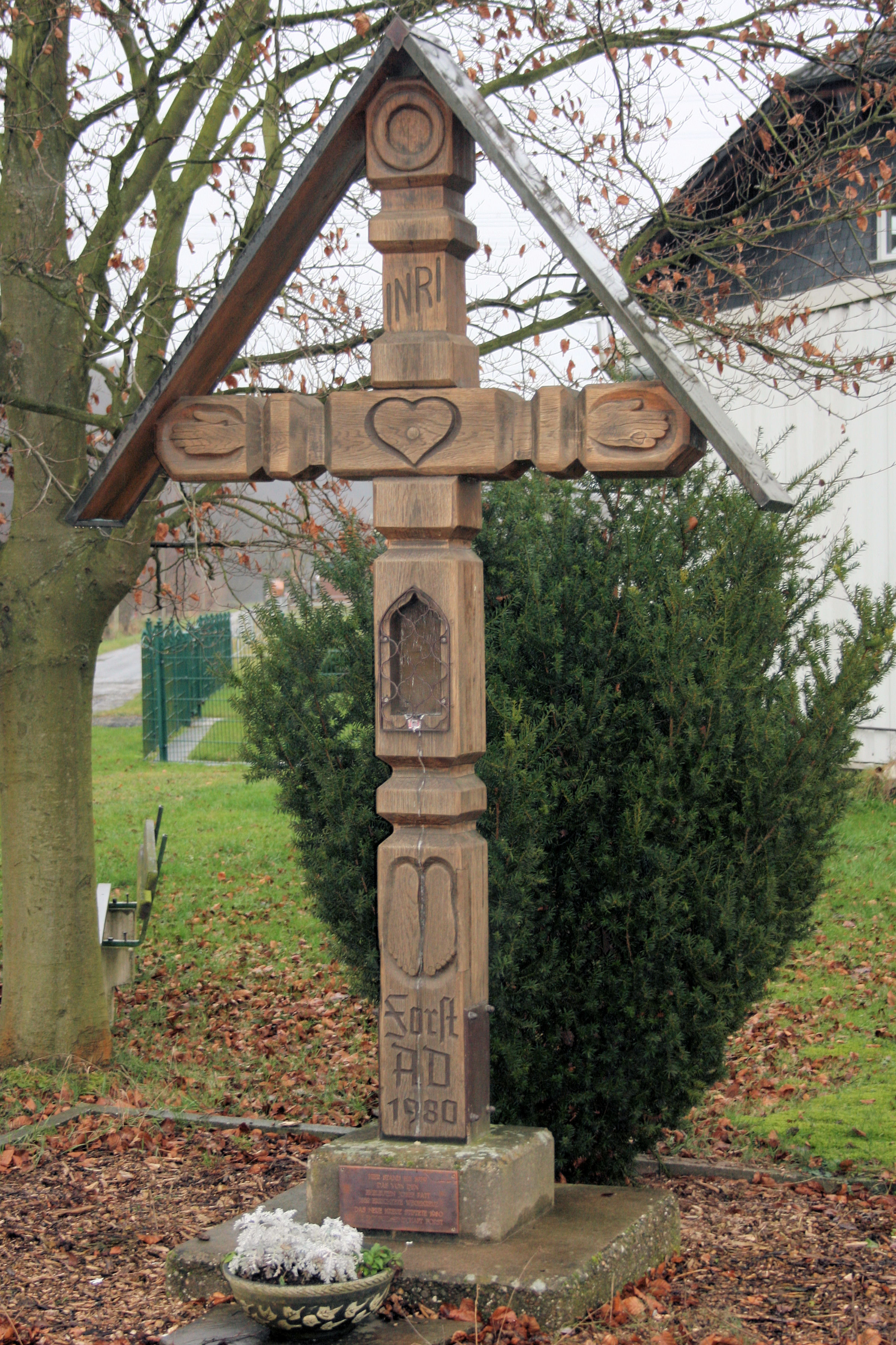
Das Wegkreuz in Bitze-Forst
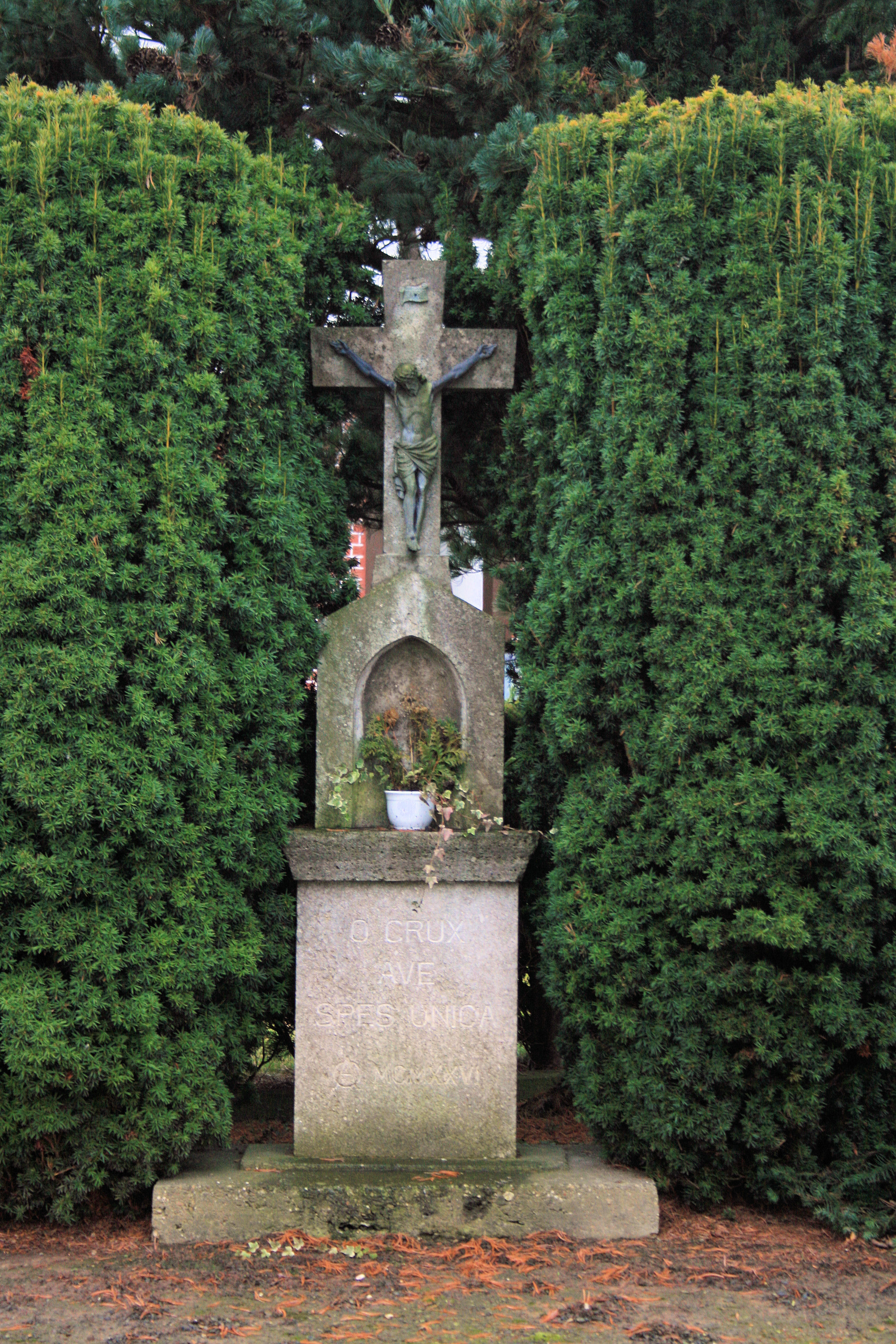
Wegkreuz in Alzenbach
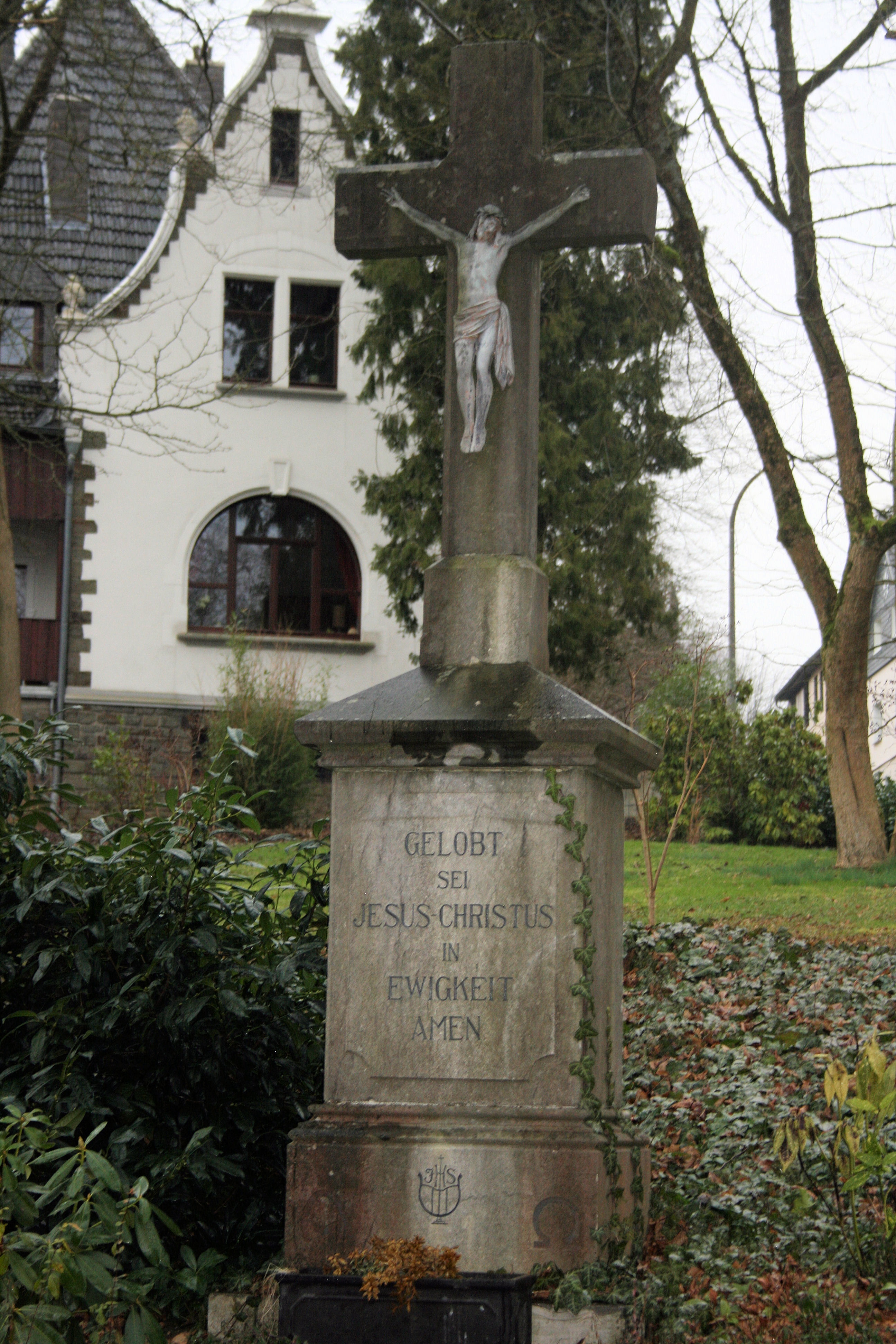
Wegkreuz Bergstraße/Hospitalstraße
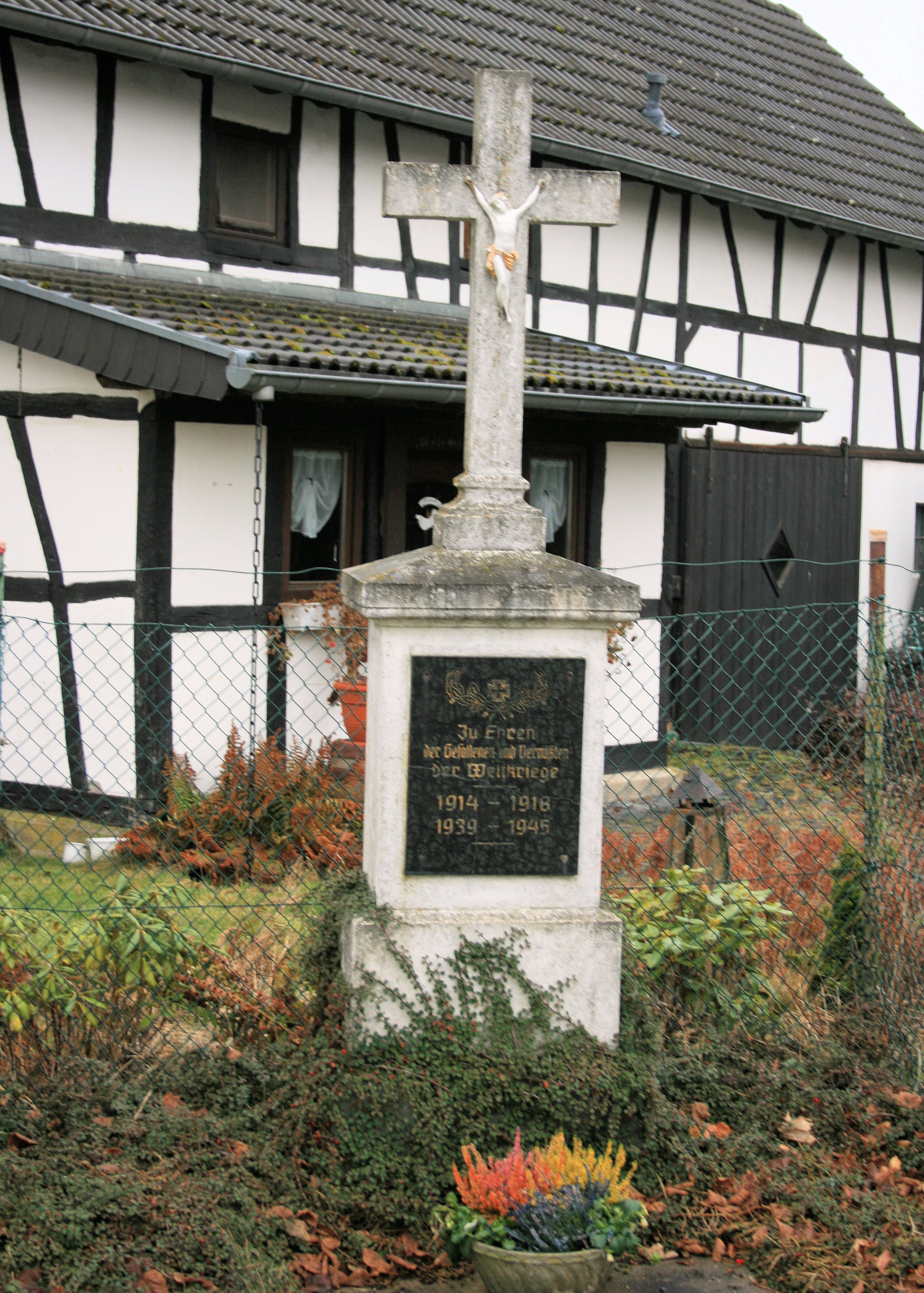
Wegkreuz Lindscheid
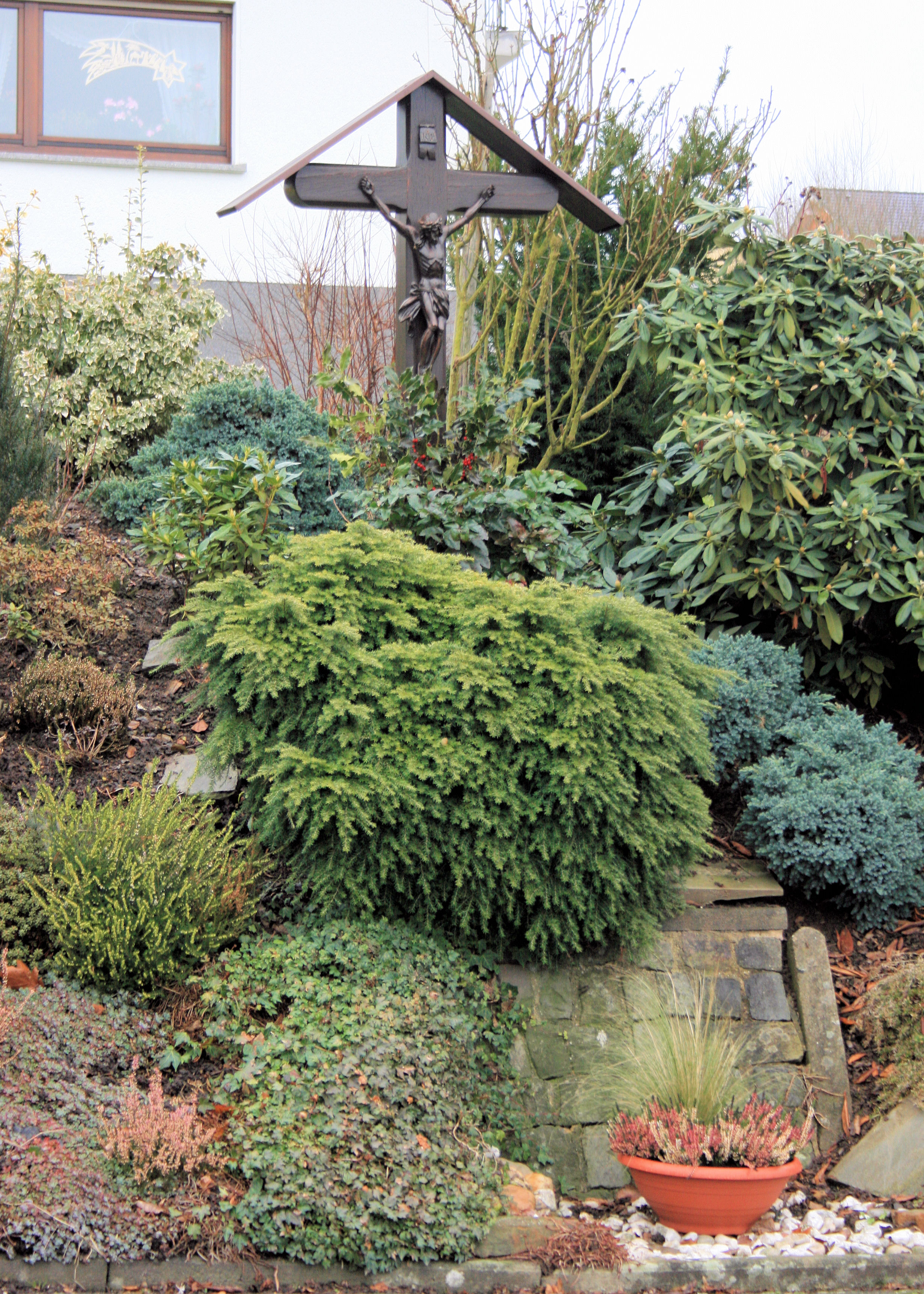
Wegkreuz in Mühleip
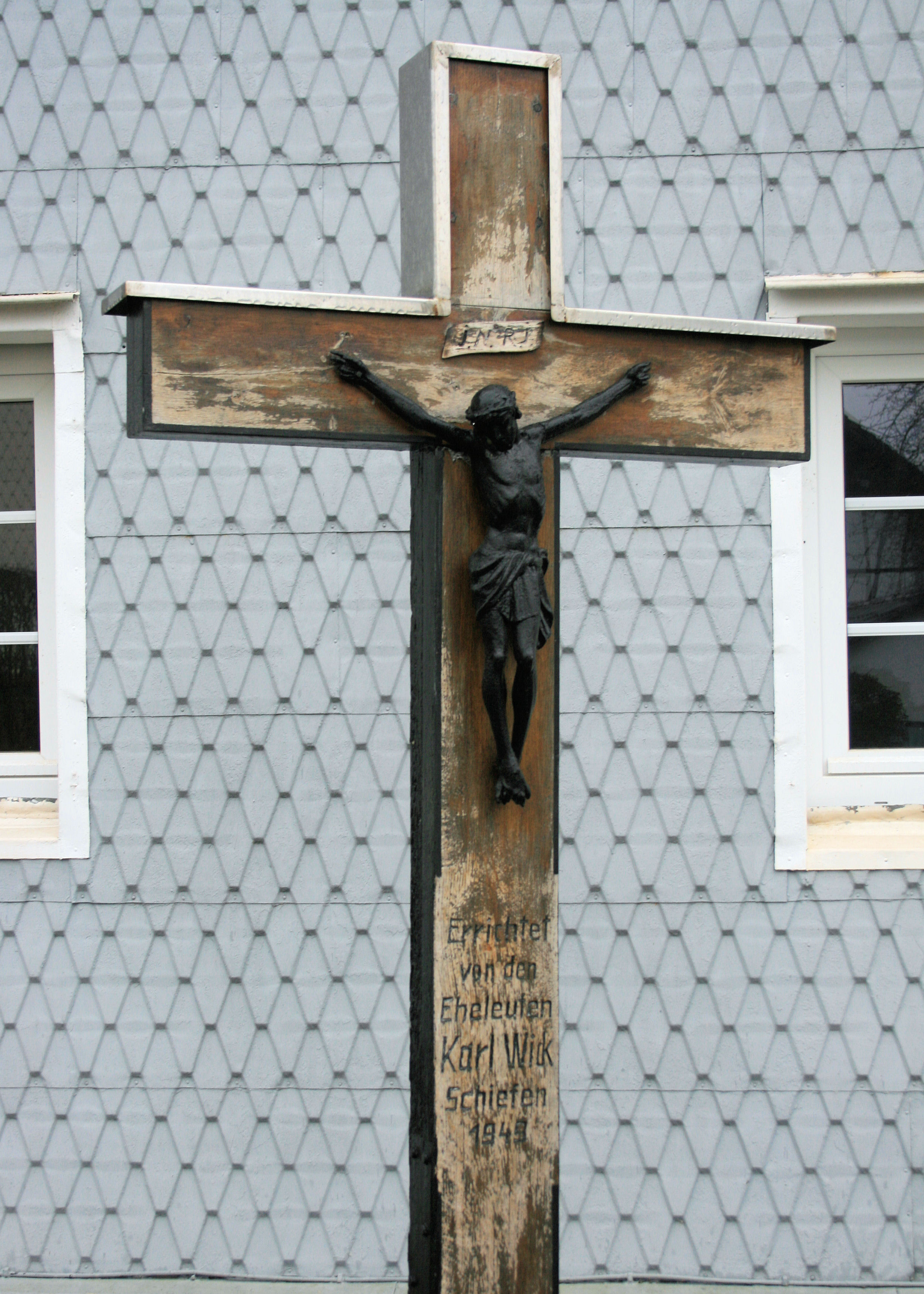
Wegkreuz in Schiefen
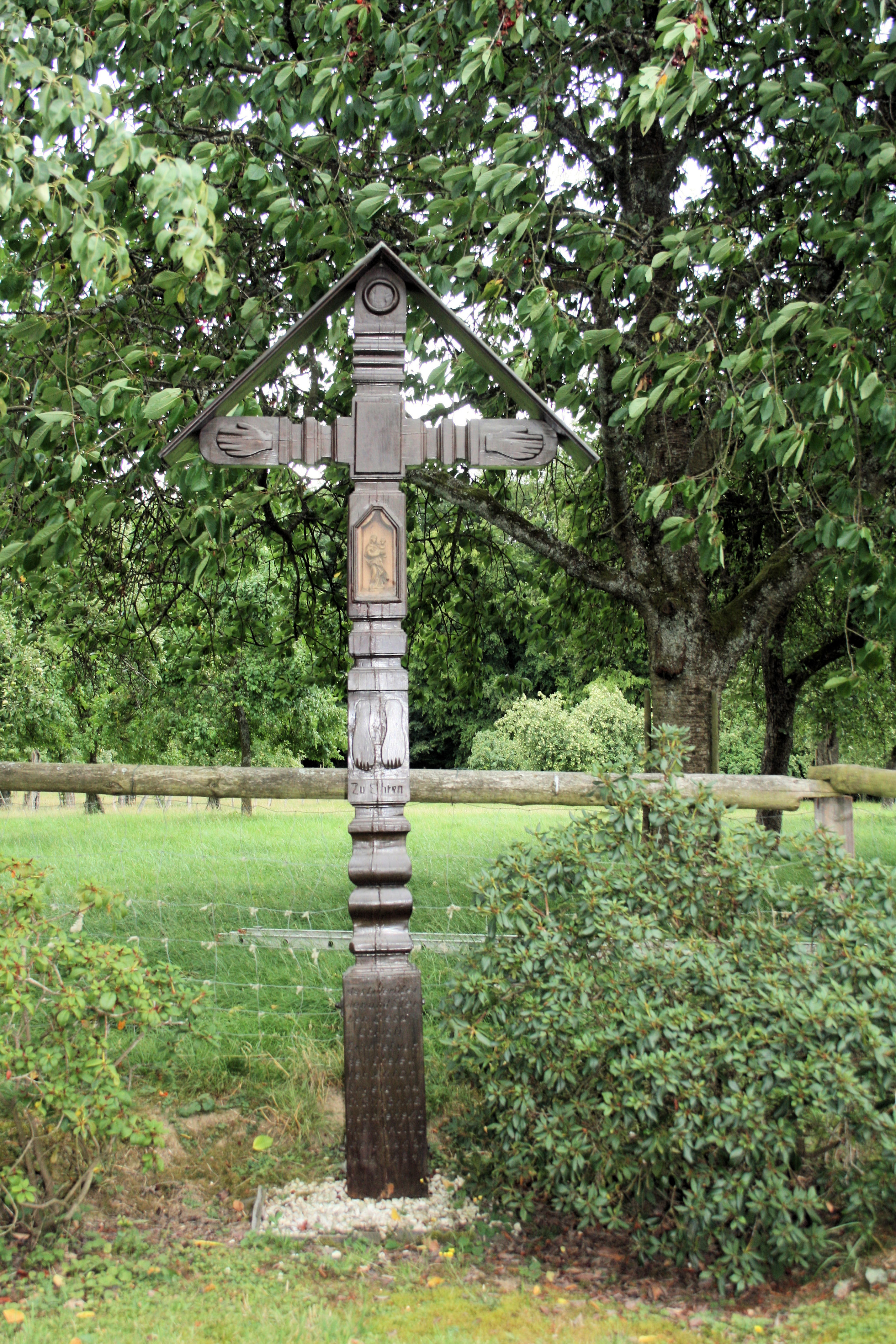
Wegekreuz in der Wiesenau in Käsberg
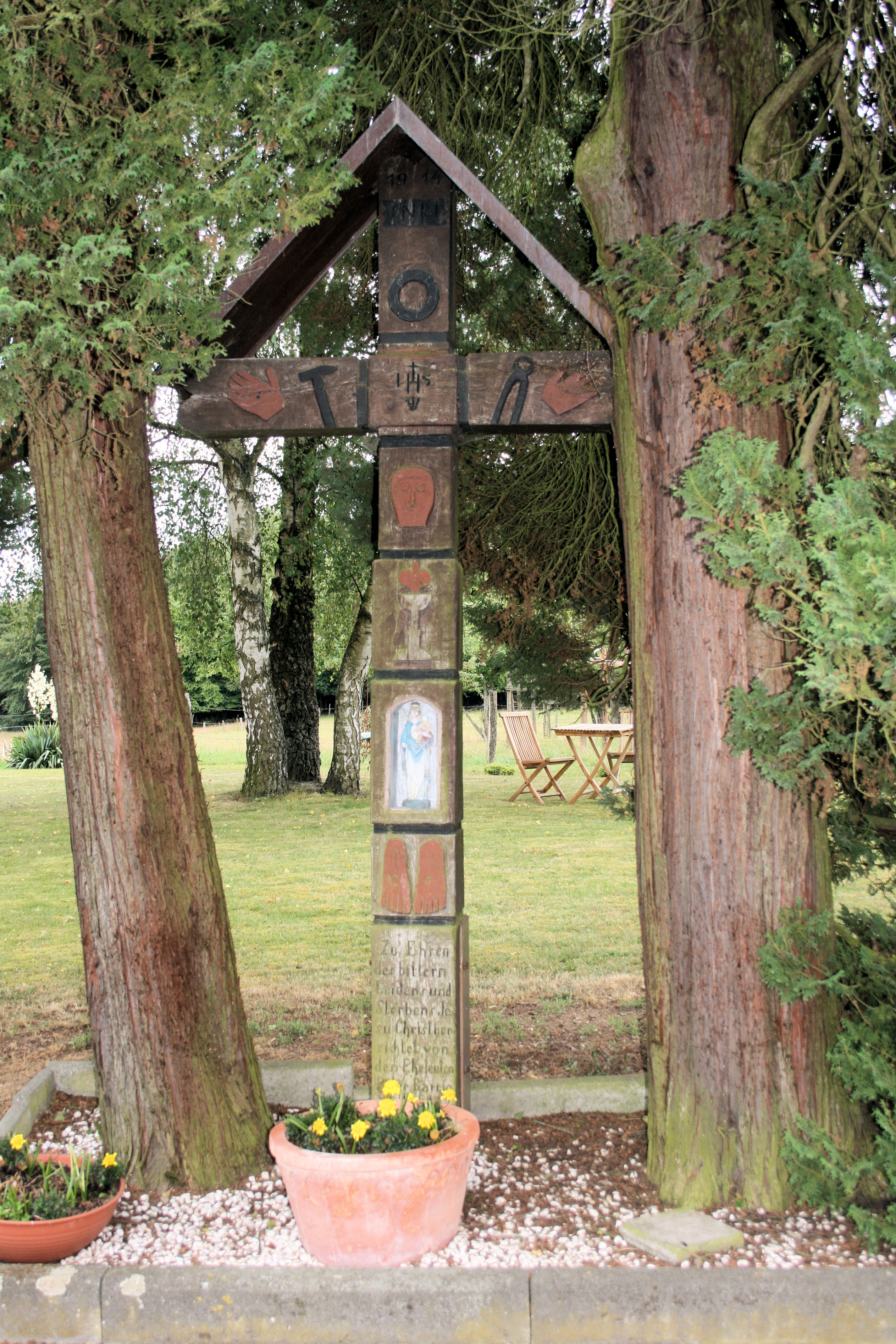
Wegekreuz in der Wiesenau in Käsberg